# Dánsko
Dánsko (dánsky  Danmark)  je severský stát v severní Evropě. Je metropolitní částí a nejlidnatější složkou Dánského království, k němuž patří autonomní území Faerských ostrovů a Grónska v severním Atlantiku. Metropolitní Dánsko je nejjižnější ze skandinávských zemí, leží jihozápadně od Švédska, jižně od Norska a severně od Německa, s nímž má krátkou pozemní hranici. Dánsko tvoří severní část Jutského poloostrova a dále souostroví 406 ostrovů. Je velmi rovinaté a má mírné podnebí. Dělí se na 5 regionů, na ploše asi 43 000 km² žije 6 milionů obyvatel.  Hlavním a největším městem Dánska je Kodaň, mezi další velká města patří Aarhus, Odense a Aalborg. Drtivou většinu obyvatel tvoří Dánové, největšími etnickými menšinami jsou Turci a Poláci. Úředním jazykem je dánština, na Faerských ostrovech je spoluoficiální faerština a v Grónsku je úřední grónština.  Tři čtvrtiny obyvatel jsou členy dánské národní církve.
Sjednocené Dánské království vzniklo v 8. století n. l. jako zdatná námořní velmoc v boji o kontrolu Baltského moře. V roce 1397 se spojilo s Norskem a Švédskem do Kalmarské unie, která přetrvala až do odtržení Švédska v roce 1523. Zbývající Dánsko-norské království prošlo v 17. století řadou válek, které vedly k dalším územním odstoupením. Vlna nacionalistických hnutí v 19. století byla poražena v prusko-dánské válce v roce 1848. Přijetí dánské ústavy 5. června 1849 ukončilo absolutní monarchii a zavedlo současný parlamentní systém. Dánsko, které bylo ve druhé polovině 19. století průmyslovým vývozcem zemědělských produktů, zavedlo na počátku 20. století sociální reformy a reformy trhu práce, které vytvořily základ současného modelu sociálního státu a vyspělé smíšené ekonomiky. Během první světové války zůstalo Dánsko neutrální; za druhé světové války byla dánská neutralita porušena rychlou německou invazí v dubnu 1940. Během okupace vzniklo v roce 1943 hnutí odporu a v roce 1944 vyhlásil nezávislost Island; Dánsko bylo osvobozeno v květnu 1945. V roce 1973 se Dánsko spolu s Grónskem, nikoli však s Faerskými ostrovy, stalo členem dnešní Evropské unie, ale vyjednalo si určité výjimky, například zachování vlastní měny, dánské koruny.
Dánsko je unitární konstituční monarchií s králem jako ceremoniální hlavou státu,  zákonodárným orgánem je jednokomorový parlament. Vykonává hegemonistický vliv v celém Dánském království a přenáší pravomoci k řešení vnitřních záležitostí. Na Faerských ostrovech byla v roce 1948 zavedena autonomie a v roce 1979 i v Grónsku; Grónsko získalo další autonomii v roce 2009. Dánsko je vyspělá země, s vyspělou vysokopříjmovou ekonomikou a vysokou životní úrovní, má 5. nejvyšší index lidského rozvoje na světě. Udržuje úzké politické, kulturní a jazykové vazby se svými skandinávskými sousedy. Dánsko je zakládajícím členem Severoatlantické aliance, Severské rady, Organizace pro hospodářskou spolupráci a rozvoj, Organizace pro bezpečnost a spolupráci v Evropě a Organizace spojených národů a je také součástí schengenského prostoru.

## Název
Etymologie názvu "Dánsko", dánsky Danmark, vztah mezi "Dány" a "Dánskem" a vznik Dánska jako jednotného království jsou tématy neustálých vědeckých debat, které se soustřeďují především na morfém "Dan" a na to, zda odkazuje na Dány nebo na historickou osobu, legendárního krále, Dana a na přesný význam koncovky - " mark ".
Většina etymologických slovníků a příruček odvozuje "Dan" od slova znamenajícího "rovná země", příbuzného s německým Tenne "mlat", anglickým den "jeskyně" Předpokládá se, že složka mark znamená les nebo pohraničí (viz marka), s pravděpodobným odkazem na pohraniční lesy v jižním Šlesvicku.
První doložené použití slova Danmark v samotném Dánsku se nachází na dvou runových Jellingských kamenech, o nichž se předpokládá, že je vztyčili Gorm Starý (asi 955) a Harald Modrozub (asi 965). Větší z obou kamenů je populárně uváděn jako "křestní list" (dåbsattest) Dánska, ačkoli na obou je použito slovo "Dánsko", a to v akuzativu ᛏᛅᚾᛘᛅᚢᚱᚴ tanmaurk ([danmɒrk]) na velkém kameni, a genitiv ᛏᛅᚾᛘᛅᚱᚴᛅᚱ "tanmarkar" (vyslovuje se [danmarkaɽ]) na malém kameni, zatímco dativní tvar tąnmarku (vyslovuje se [danmarkʊ]) se nachází na soudobém kameni Skivum. Obyvatelé Dánska se tam nazývají tani ([danɪ]), tedy "Dánové", v akuzativu.

## Dějiny

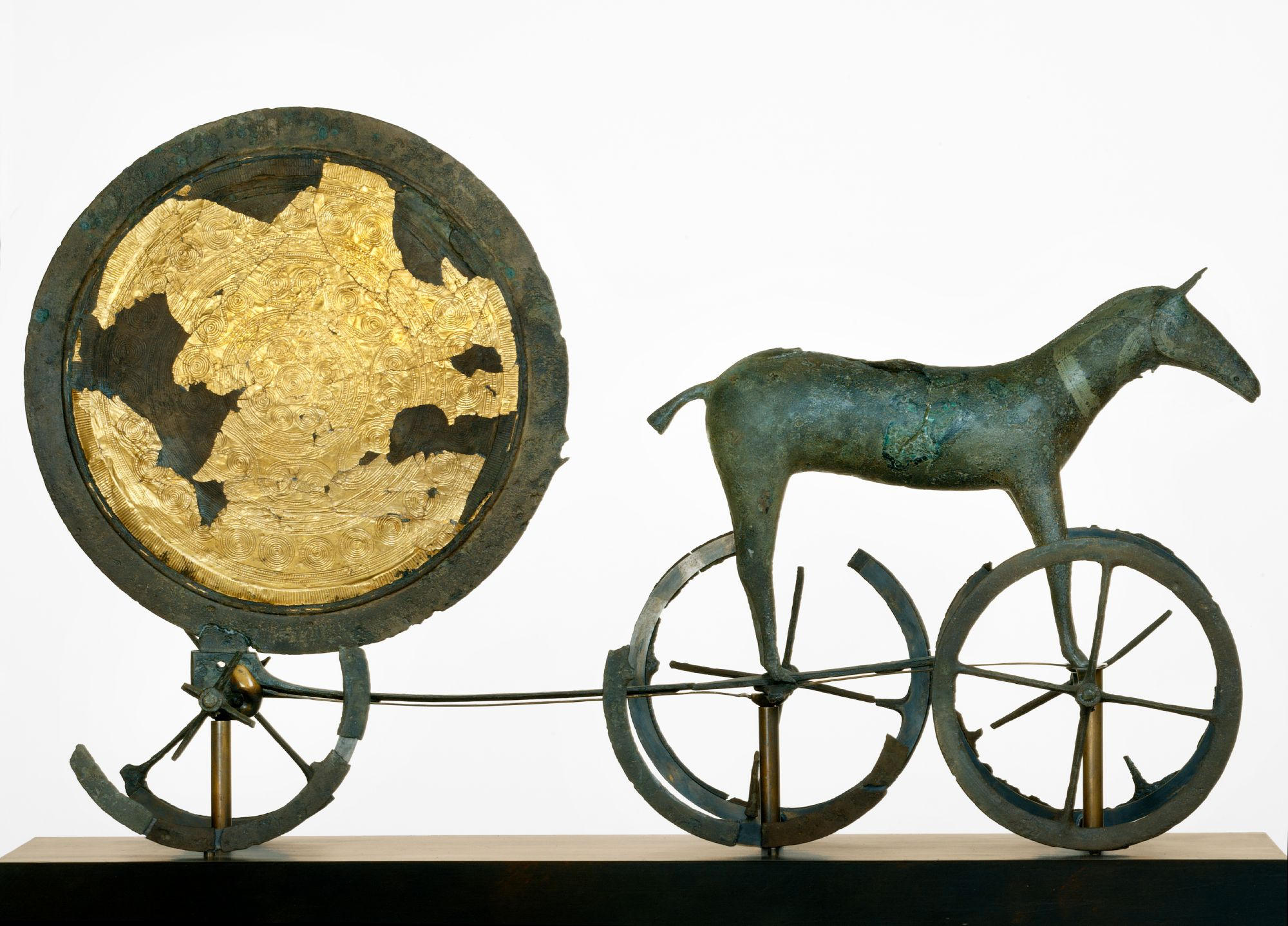
Trundholmský sluneční vůz

Nejstarší archeologické nálezy z dánského území pocházejí z Eemského interglaciálu, z doby 130 000 až 110 000 let před naším letopočtem. Trvalé osídlení je doloženo od 12 500 př. n. l. a zemědělství od roku 3900 př. n. l. Z tzv. severské doby bronzové (1800–600 př. n. l.) se dochovaly pohřební mohyly, v nichž byly nalezeny lesní rohy či proslulý Trundholmský sluneční vůz. Během doby železné (500 př. n. l. – začátek letopočtu) začaly na dánské území migrovat germánské kmeny ze severu (Jutové). Po začátku letopočtu, v římském období, udržovaly římské provincie s domorodými kmeny v Dánsku obchodní vztahy, což dokládají nálezy římských mincí. Ačkoli na dánském území nesídlili Keltové, vztahy s nimi byly zřejmě silné, jak dokládá kotlík z Gundestrupu. Jutové odešli především do Británie, jejich zbytky se smísily s dalšími přicházejícími kmeny Anglů a Sasů. Ty byly vstřebány dalším germánským kmenem Dánů, který přišel z východu. Historikové věří, že se o něm zmiňuje římský historik Jordanes ve svém známém díle Getica.

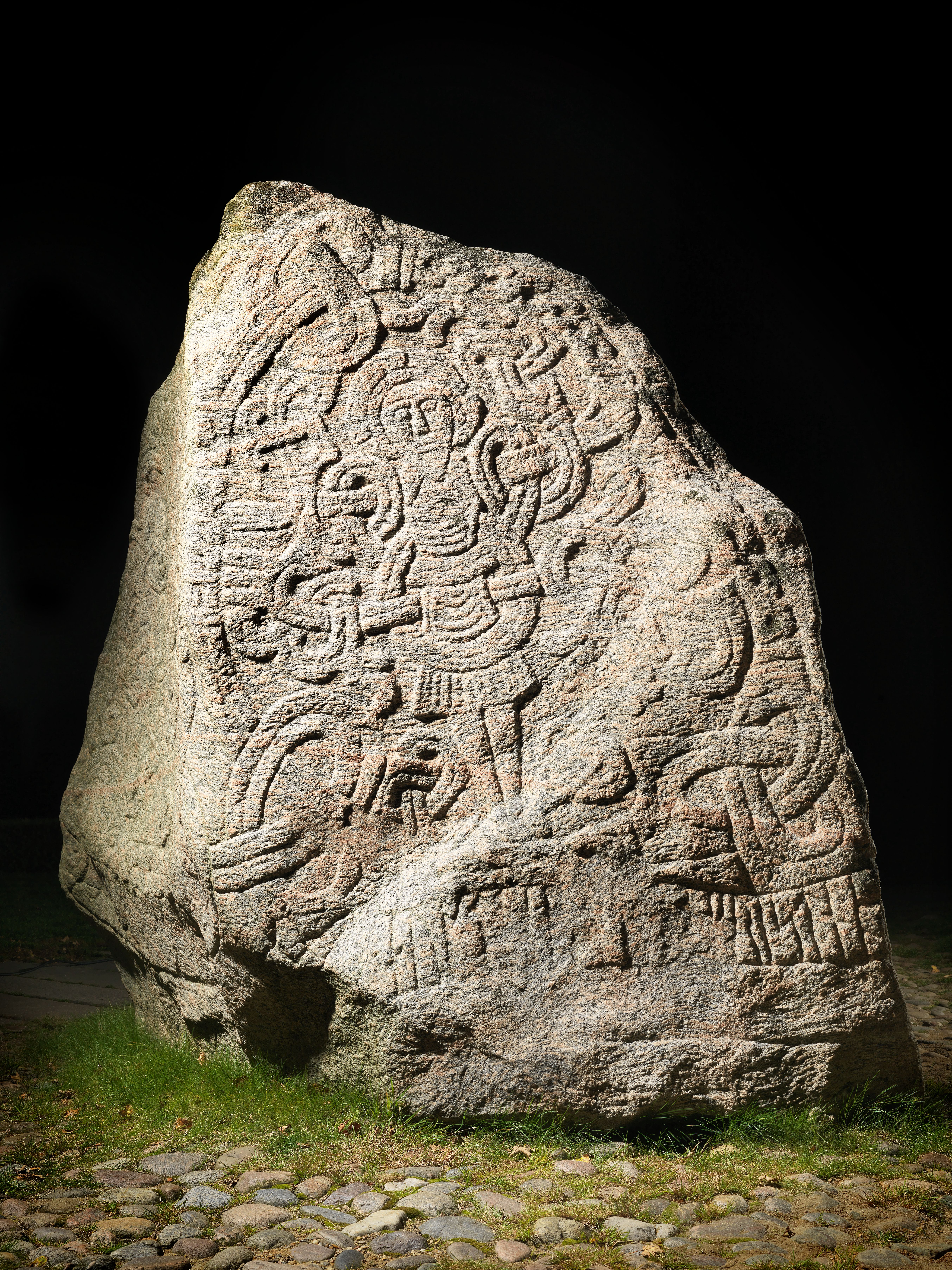
Větší z Runových kamenů v Jellingu, vztyčený Haraldem Modrozubem

Ze 3. století pocházejí nejstarší části obranného valu na hranicích s dnešním Německem zvaného Danevirke. Z 8. století je doloženo první užití runového písma. Kolem roku 700 vzniklo nejstarší dánské město Ribe. Od 9. století se ve franských zdrojích hovoří o dánských vůdcích jako o králích. Prvním zaznamenaným jménem byl Godfred. Za prvního historicky doloženého krále je považován Gorm Starý. Vládl v letech 936–958. Sídlil v Jellingu, kde nechal vztyčit proslulé runové kameny. V nápisu na nich je užit pojem „Dánsko“, jde o nejstarší známé užití tohoto pojmu na dánském území. Gormův syn, Harald I., známý též jako Harald Modrozub, Dánsko christianizoval, patrně z taktických důvodů, okolo roku 965. Nechal stavět kruhové pevnostní systémy zvané trelleborg (k nejznámějším patří Aggersborg) a posílil proti Frankům val Danevirke. Harald byl prvním dědičným dánským králem a prvním, který ovládl Norsko a započal tak dánskou územní expanzi.

Knut Veliký v 11. století již ovládl rozsáhlé území a spojil Dánsko, Anglii a Norsko do jednoho státního celku zvaného Severská říše. V Evropě v té době byli výbojní Skandinávci 8.–11. století známí jako Vikingové a silně ovlivnili západní Evropu, kulturně i geneticky. Ti dánští zejména Anglii (viz Danelaw).

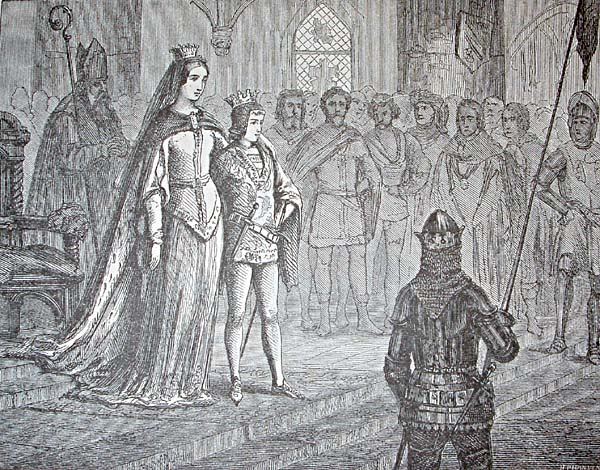
Korunovace Erika VII., krále sjednocených severských zemí, 17. června 1397

Během vrcholného a pozdního středověku Dánsko ovládlo dnešní jižní Švédsko, Estonsko a severní Německo. V roce 1397 vstoupilo Dánsko do personální unie s Norskem a Švédskem, pod královnou Markétou I. Všechny tři země sjednocené v tzv. Kalmarské unii byly formálně rovnocenné, nicméně Markéta Dánsko považovala za jádro své říše, a také tam sídlila. To budilo odstředivé tendence ve Švédsku, které vyvrcholily 17. června 1523, když švédský odbojník a budoucí král Gustav I. Vasa dobyl Stockholm. Od roku 1536 se tak mluví o novém státu, Dánsko-Norsku.

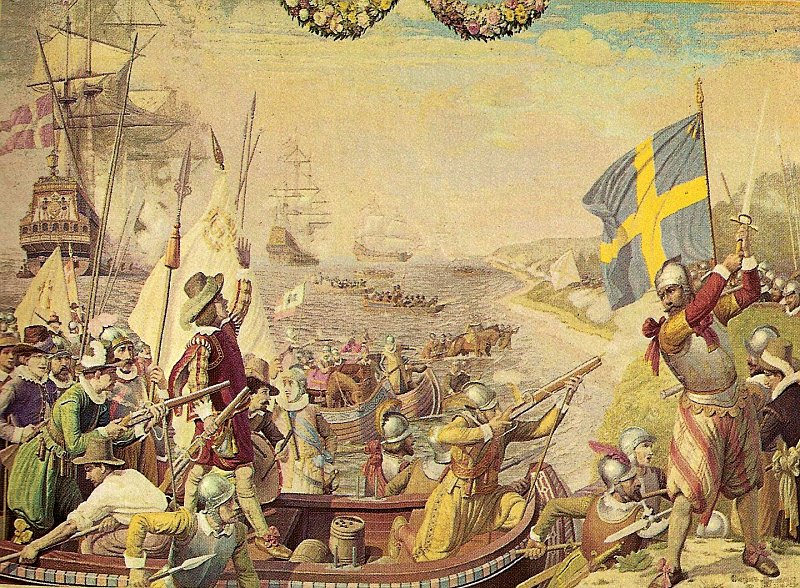
Kalmarská válka z roku 1611, v níž Dánsko ztratilo poslední naděje na získání Švédska. To převzalo roli regionálního hegemona.

Dáni se několikrát pokusili Švédsko znovu dobýt. Král Kristián IV. Dánský kvůli tomu zahájil tzv. Kalmarskou válku (1611–1613), ale nedosáhl svého cíle a Švédsko natrvalo ztratil. Nicméně Švédsko bylo nuceno zaplatit odškodné ve výši 1 milion stříbrných riksdalerů, známé jako „Älvsborgské výkupné“. Kristián IV. použil tyto peníze k založení několika měst (Glückstadt, Christiania) a k založení východoindické koloniální společnosti. Ta si činila nárok na Cejlon, ale podařilo se jí získat pouze Trankebar (dnes Tarangambadi) na indickém pobřeží (viz též Dánská Indie). Nakonec se koloniální zájmy Dánska přesunuly do Afriky, v Ghaně byla založena kolonie Dánské zlaté pobřeží (centrum Hrad Osu založeno 1660). Dáni pak ovládli obchod s otroky, dánské koloniální společnosti prodaly od té doby asi 1,5 milionu otroků. Roku 1671 byla založena i Dánská Západoindická společnost, která pak vytvořila malou koloniální základnu v Karibiku známou jako Dánská Západní Indie (několik Panenských ostrovů, zejm. Svatý Tomáš).

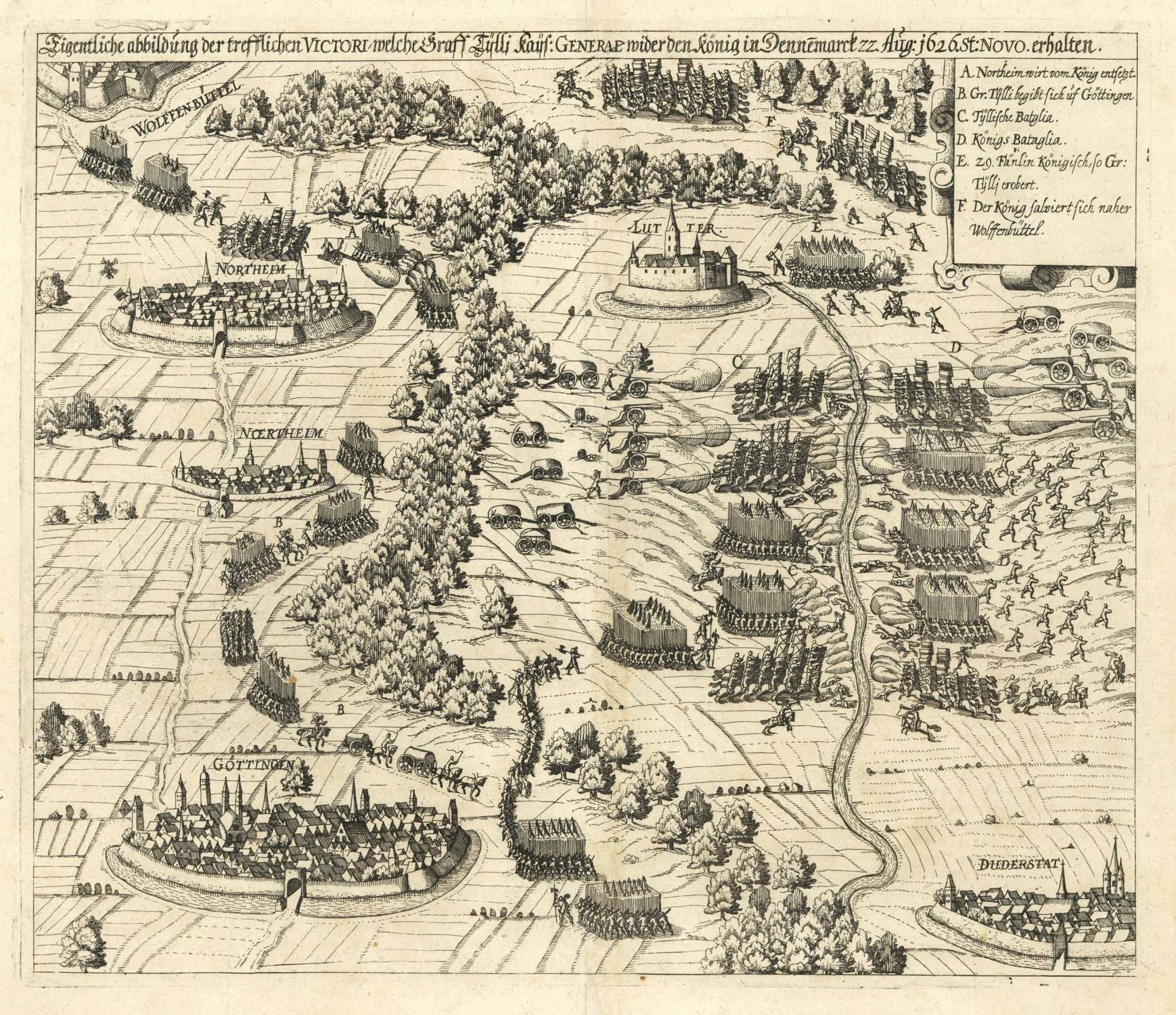
Bitva u Lutteru

Ve třicetileté válce se Kristián snažil stát se vůdcem luteránských států v Německu (luterství se stalo státním náboženstvím v Dánsku již roku 1536). Utrpěl však drtivou porážku v bitvě u Lutteru. Výsledkem bylo, že katolická armáda Albrechta z Valdštejna donutila Dánsko, aby z války odešlo. Dánsku se podařilo vyhnout územním ústupkům, ale celá válka dokázala, že vojenská moc a regionální vliv Švédska stoupá, zatímco Dánska klesá. V roce 1643 také švédská armáda napadla Jutský poloostrov (Torstensonova válka) a Dánsko ztratilo Halland, Gotland, poslední části Estonska a několik provincií v Norsku.

Království Dánska a Norska v roce 1780. Dánsko v něm hrálo dominantní roli.

V roce 1657 se dánský král Frederik III. Dánský pokusil na Švédy zaútočit, ale byl drtivě poražen. Dánsko ztratilo další území. Roku 1658 byl podepsán mír v Roskilde, díky němuž si Dánsko uhájilo alespoň samostatnost. Tu udrželo i navzdory následným pokusům švédského krále Karla X. Gustava Kodaň přece jen dobýt. Dokonce se Dánům podařilo získat zpět některá ztracená území (ostrov Bornholm). Pokusili se též znovu získat kontrolu nad ztracenou Skánií ve Skånské válce (1675–1679), ale neuspěli. Po Severní válce (1700–1721) však znovu ovládli Šlesvicko-Holštýnsko. Od té doby se Dánsko snažilo udržet si neutralitu, což mu ekonomicky velmi pomohlo. Zapletlo se až do napoleonských válek, na což také zle doplatilo. Britové zaútočili dvakrát na Kodaň (1801 a 1807). Při prvním útoku rozdrtili dánskou flotilu, při druhém vypálili značnou část Kodaně. Britská kontrola vodních cest mezi Dánskem a Norskem však především zničila hospodářství Dánsko-Norska, a to tak v roce 1813 zbankrotovalo. Personální unie zanikla smlouvou z Kielu v roce 1814, dánská monarchie se v ní „neodvolatelně a navždy“ vzdala nároků na Norsko ve prospěch švédského krále. Dánsko na oplátku získalo Island, Faerské ostrovy a Grónsko, které předtím ovládali Norové.

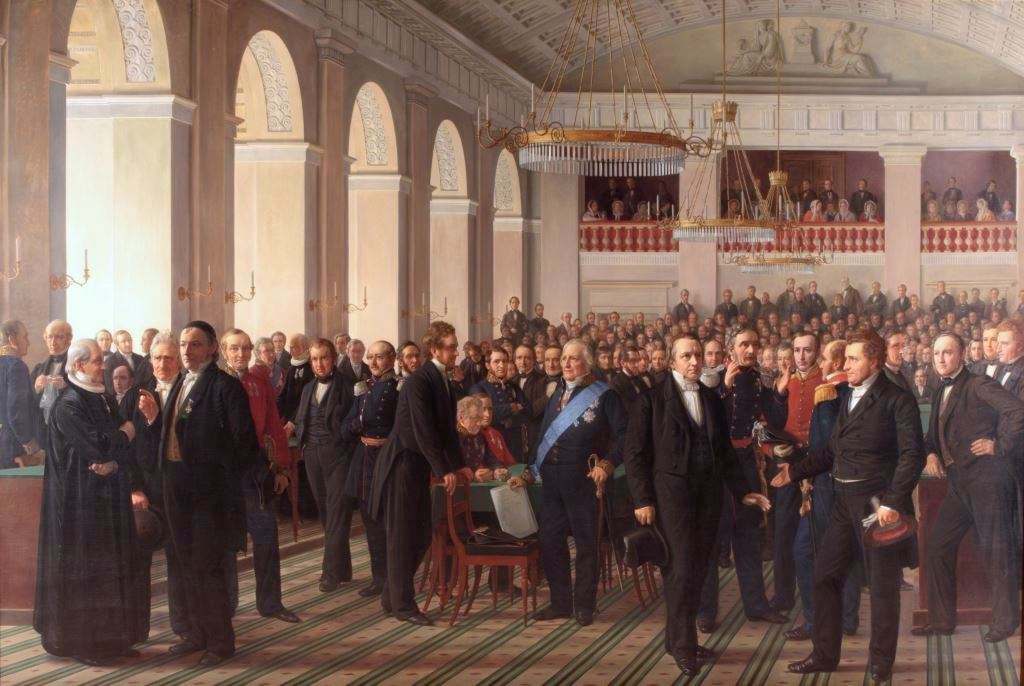
Ústavodárné shromáždění z roku 1848, které zahájilo novou éru dánské historie

Ve 30. letech 19. století vzniklo dánské národní hnutí, orientované značně liberálně. Jeho klíčovou osobností byl teolog, politik a básník Nikolaj Frederik Severin Grundtvig. Toto hnutí vstoupilo do revoluce roku 1848 připravené a s jasnými cíli. Dne 5. června 1849 tak dosáhlo poklidného přechodu ke konstituční monarchii a parlamentarismu.
Roku 1864 vedlo Dánsko jednu ze svých posledních velkých válek, dánsko-německou válku proti Prusku a Habsburkům. Ztratilo v ní Šlesvicko-Holštýnsko a na dlouhou dobu přijalo zásadu neutrality v evropských konfliktech.
Ve druhé polovině 19. století Dánsko masivně industrializovalo. V 50. letech začala státní výstavba železnice. Ta, spolu se zámořským obchodem, vykompenzovala nedostatek přírodních zdrojů Dánska, jež zpočátku průmyslový rozvoj brzdil.
Dánsko si během první světové války zachovalo svůj neutrální postoj. Po porážce Německa vítězné mocnosti ve Versailles nabídly Dánům vrácení Šlesvicko-Holštýnska. Ze strachu z německého iredentizmu Dánsko odmítlo návrat území bez lidového hlasování. V něm však lidé vyjádřili přání součástí dánského státu být a 10. července 1920 tak Dánsko toto území připojilo.

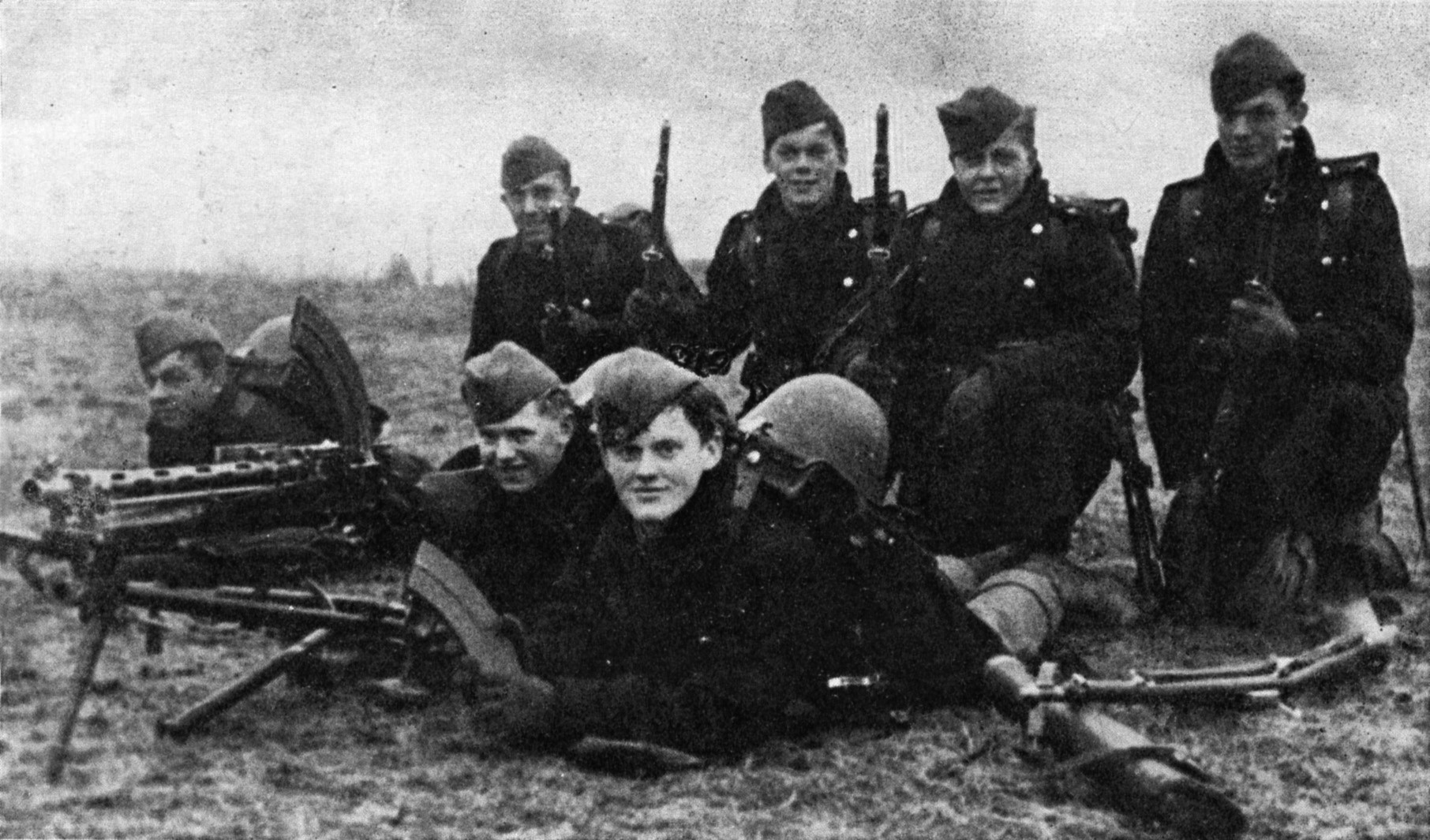
Dánští vojáci v očekávání německého útoku (1940)

V roce 1939 Dánsko podepsalo desetiletou smlouvu o neútočení s nacistickým Německem. To mu však nepomohlo a 9. dubna 1940 dánské území Němci obsadili (operace Weserübung). Dánská vláda se rychle vzdala. Až do roku 1943 Dánové s Němci víceméně spolupracovali. Toho roku však vláda spolupráci vypověděla. Námořnictvo zničilo většinu svých lodí, aby je Němci nemohli ve válce použít a mnoho důstojníků uprchlo do neutrálního Švédska. Dánský odpor měl za následek i rozsáhlou záchrannou operaci, díky níž se podařilo evakuovat několik tisíc Židů, ohrožených perzekucí, do Švédska. Někteří Dáni ovšem bojovali po boku Němců v tzv. Frikorps Danmark.
V roce 1944 Island vyhlásil nezávislost. V roce 1948 získaly Faerské ostrovy autonomii. Grónsko získalo autonomii v roce 1979, výrazně ji prohloubilo roku 2009 (po referendu z předchozího roku).
V roce 1949 se Dánsko stalo zakládajícím členem Severoatlantické aliance. V roce 1973, po schválení v referendu, vstoupilo do Evropského hospodářského společenství (roku 1993 transformovaného do Evropské unie). V roce 2000 Dánové v referendu odmítli přijmout euro.

## Státní symboly

### Vlajka
Dánská vlajka, známa jako Dannebrog, je tvořena červeným listem o poměru stran 28:37 s bílým skandinávským křížem sahajícím až ke krajům.

### Znak
Dánský státní znak tvoří zlatý štít se třemi, modře zabarvenými kráčejícími lvy. Mezi nimi je devět červených srdíček. Na štít znaku je položena královská koruna.

### Hymna
Dánská hymna je píseň Der er et Yndigt Land (česky To je krásná země). Hudbu složil Hans Ernst Krøyer, později ji upravili Thomas Laub a Carl Nielsen. Slova napsal Adam Oehlenschläger.

## Geografie

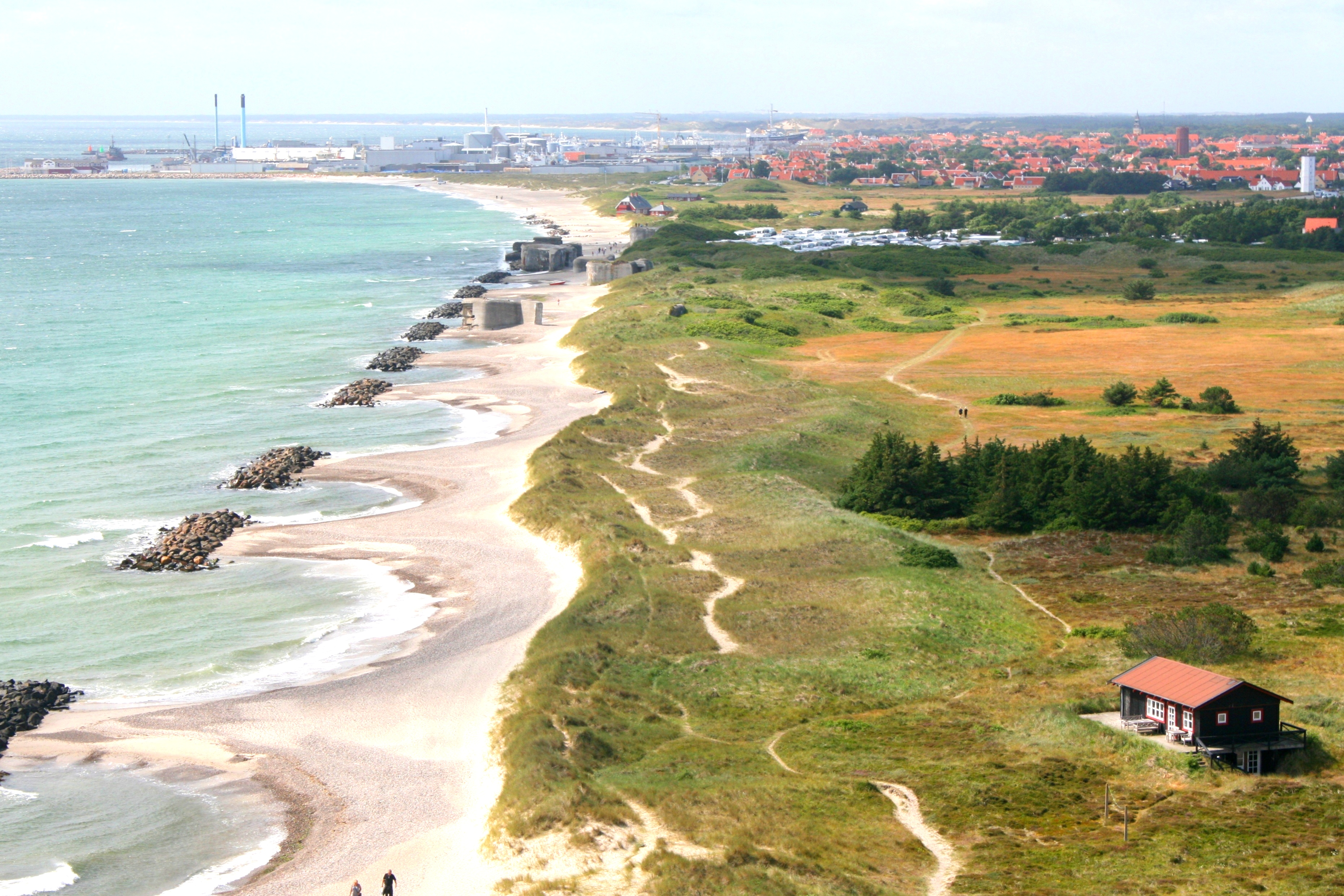
Pobřeží severního Jutska

Dánsko se rozkládá na Jutském poloostrově a na 443 pojmenovaných ostrovech, ze kterých je 74 (k roku 2015) celoročně obývaných. Celkem Dánsku náleží 1 419 ostrovů větších než 100 metrů čtverečních. Nejdůležitější jsou ostrovy Fyn a Sjælland, na němž se nachází i hlavní město Kodaň (dánsky: København). Dalšími velkými ostrovy jsou Lolland, Falster, Langeland, Møn, Ærø, Als a Bornholm, který leží v Baltském moři poněkud východněji než zbytek země. Mnoho z větších ostrovů je spojeno mosty.
Povrch země je tvořen rovinami a nížinami, průměrná nadmořská výška činí jen 30 m n. m. Nejvyšší přírodní bod Dánska je Møllehøj, s nadmořskou výškou 170,86 metrů.
Dánské podnebí je oceánské s rostoucími kontinentálními vlivy směrem k Baltskému moři. Léta jsou chladná (průměrná teplota v srpnu 17,2 °C), zimy pak mírné a deštivé (průměrná teplota v lednu 1,5 °C). Časté jsou větry a mlhy. Dánsko má v průměru 179 srážkových dní za rok, prší tedy v průměru každý druhý den. Nejsušším obdobím je jaro, nejvíce srážek bývá na podzim. Typické je, že rozdíl mezi denními a nočními teplotami není velký, což je způsobeno zejména teplými větry ze západu, ohřívanými Golfským proudem.
Největší řekou je Gudenå. Největším jezerem je Arresø. Žádná lokalita v Dánsku není dále od mořského pobřeží než 52 km. Dánské teritoriální vody mají rozlohu 105 000 kilometrů čtverečních. Treska, sleď a platýs jsou v těchto vodách nejčetnější a tvoří základ pro velký rybářský průmysl. Příležitostně tyto vody navštěvují i velryby.

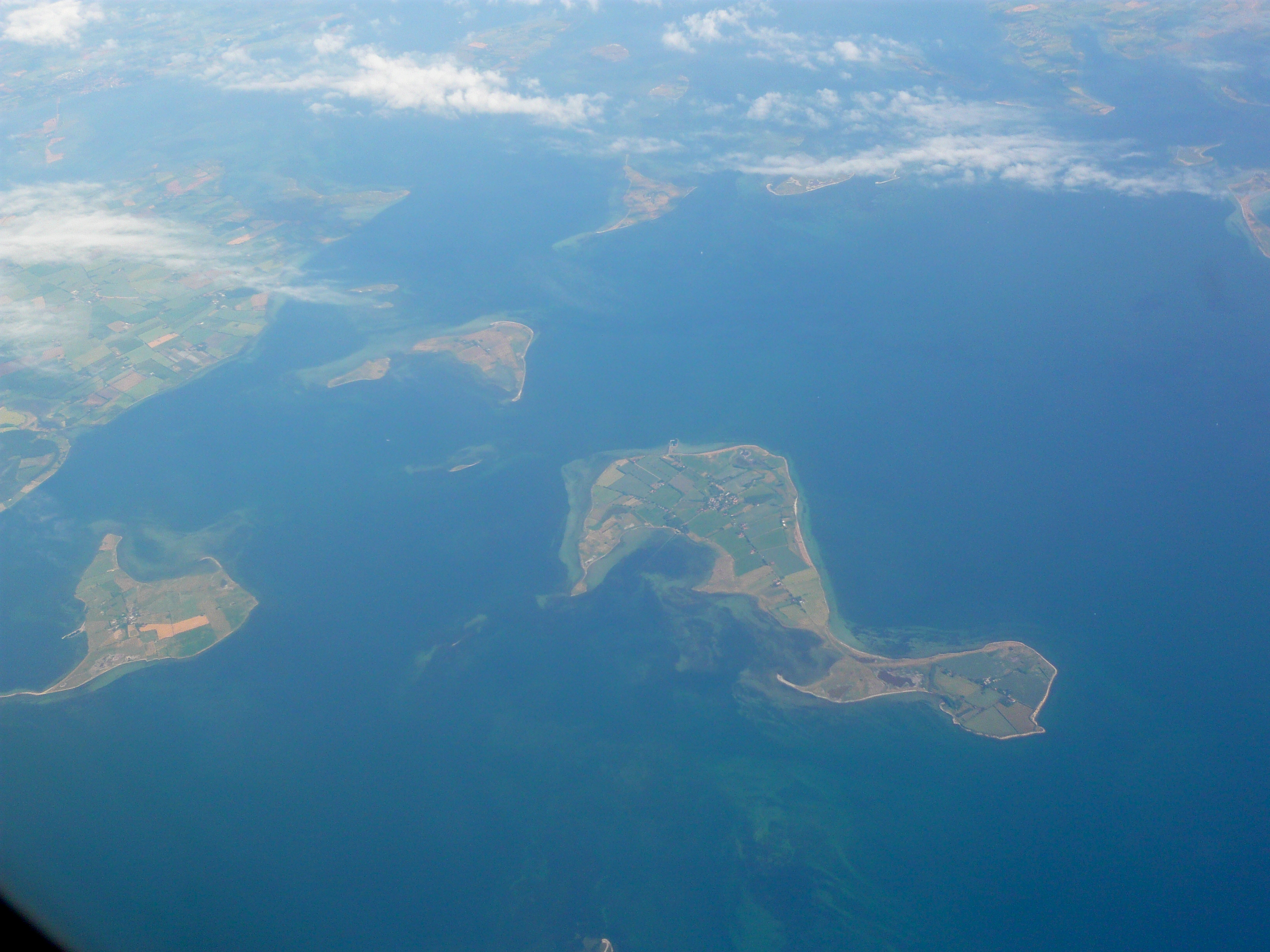
Celoročně obydleno je více než sedmdesát dánských ostrovů

Kvůli odlesňování byla v minulosti vyhubena řada tradičních živočišných druhů, například sob. Nejrozšířenějšími savci v lesích jsou dnes jeleni, srnci, lišky, jezevci, do země se vrátili i vlci. Na pobřežích se vyskytují tuleni. Nejpestřejší je skladba ptactva, v Dánsku žije asi 300 druhů ptáků, zejména rackové, divoké kachny, potápky, buřňákovití, mořští orli, jestřábi a sovy.
Vzhledem k severní poloze Dánska jsou velké sezónní rozdíly v denním světle. V zimě slunce vychází kolem 8.45 a zapadá již v 3.45 (zimního času), v létě svítá ve 4.30 a stmívá se až v 10 hodin (letního času).
V Dánsku roste asi 1500 druhů rostlin, stromů a keřů. Západ země pokrývají vřesoviště a rašeliniště, často jde o pozůstatky masivního odlesňování v minulosti. Tvoří asi 8 procent rozlohy země. Ve 20. století začaly dánské vlády řadu těchto oblastí znovu zalesňovat, zejména duby, buky a borovicemi. Lesy dnes zahrnují 11 % plochy (před sto lety jen 4 %). Na východě jsou listnaté. Jehličnaté lesy jsou využívány pro hospodářské účely nebo jako větrolamová ochrana pobřeží (Sandflugtplantagen).
Unikátním je vápencový útes Stevns Klint na ostrově Sjælland, kde je možno pozorovat tzv. K-T rozhraní mezi křídou a paleogénem a dokázat srážku Chicxulubského asteroidu se Zemí před 66 miliony let. Útes Stevns Klint je na seznamu světového dědictví UNESCO.
V roce 2019 existovalo v Dánsku šest národních parků. Další národní park je v Grónsku, zde vznikl roku 1974 ten nejstarší – Národní park Severovýchodní Grónsko. V kontinentálním Dánsku jsou to parky Thy, Mols Bjerge, Vadehavet, Skjoldungernes Land a Kongernes Nordsjælland, který byl vyhlášen roku 2018.

## Politický systém

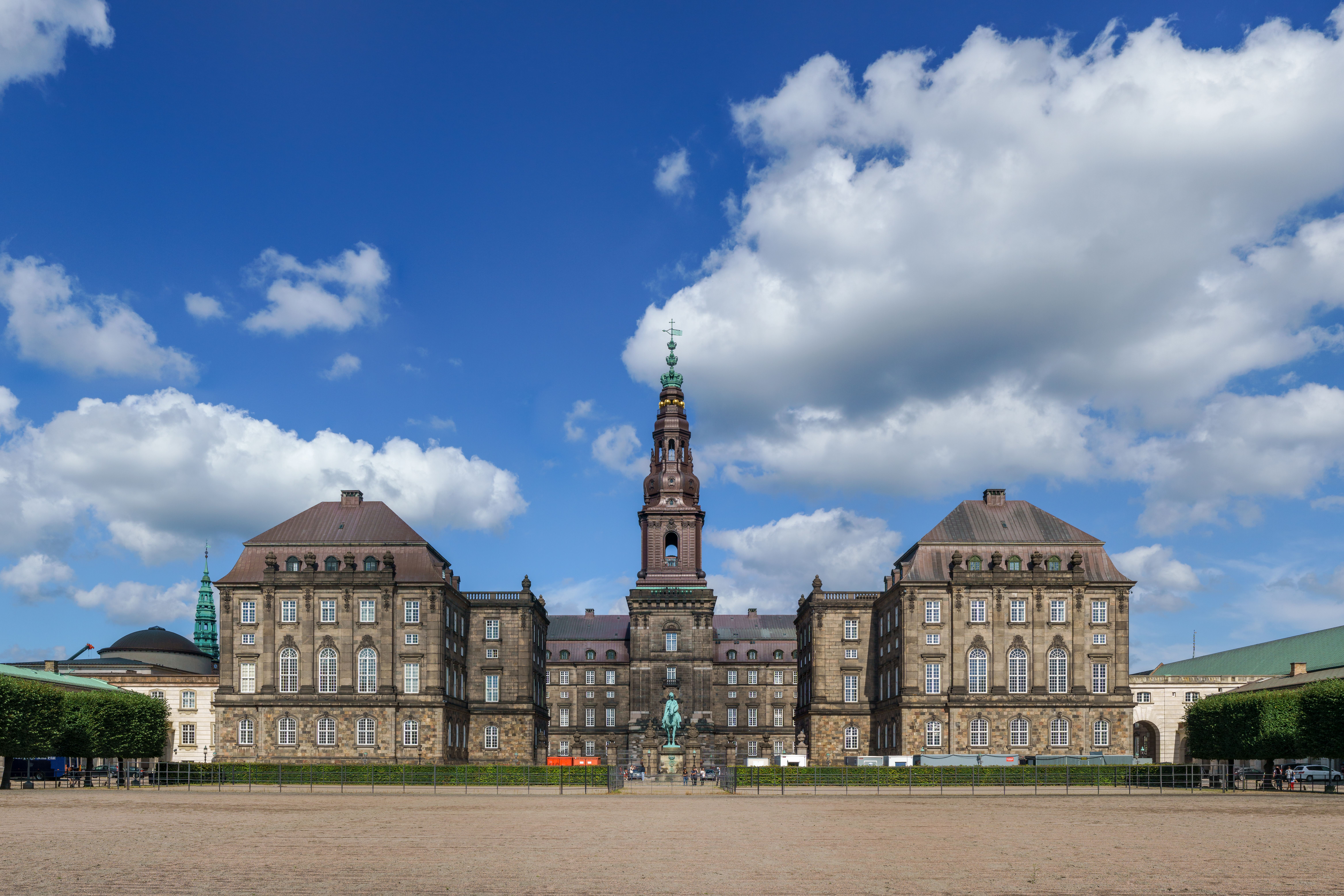
Christiansborg, neboli „Borgen“, sídlo parlamentu i vlády

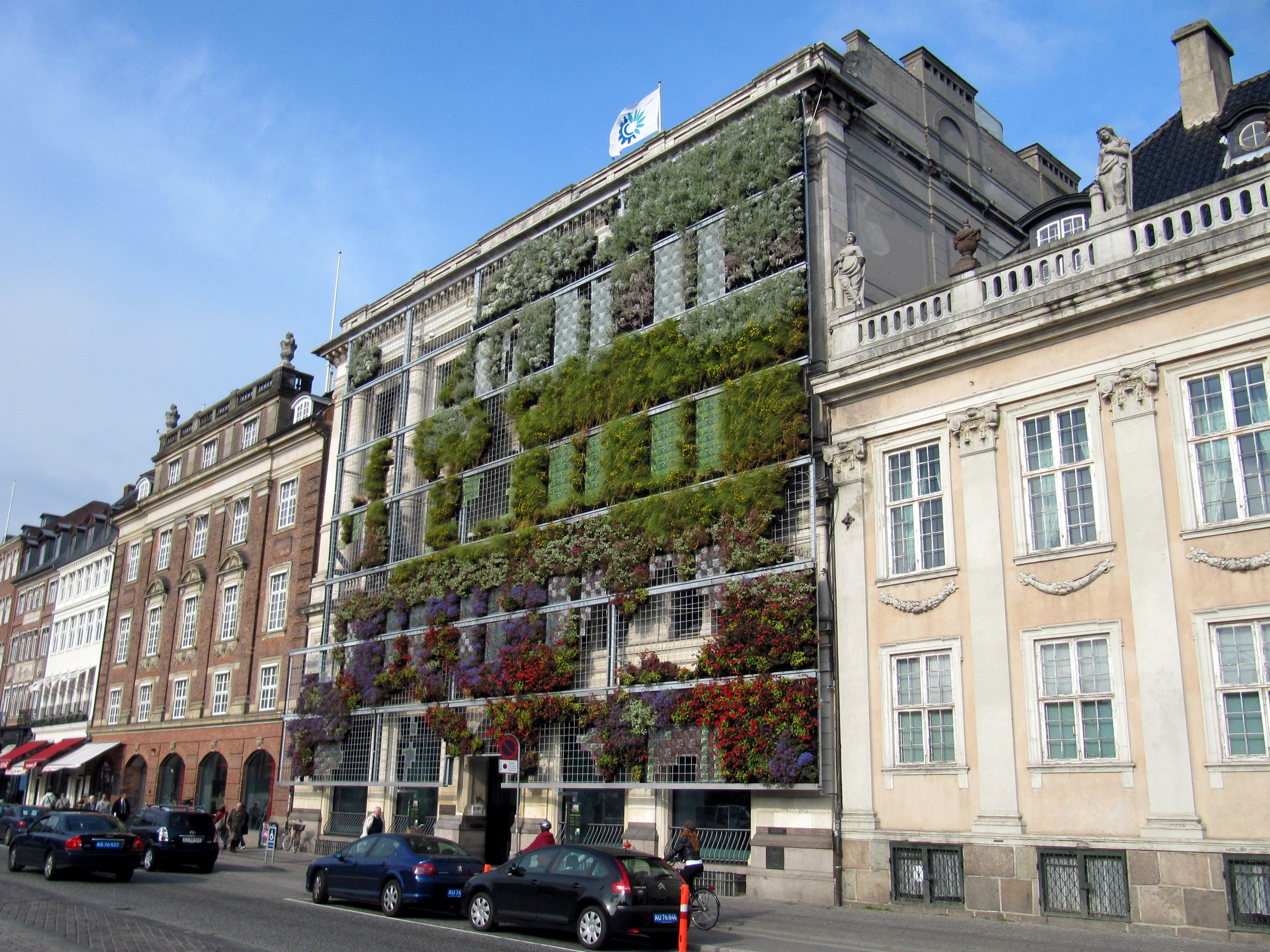
Sídlo Evropské agentury pro životní prostředí v Kodani

Hlavou státu je král Frederik X. (v úřadu od roku 2024). Jeho panovnický rod odvozuje svůj původ již od zakladatele státu z 9. století Haralda Modrozubého, takže je považován za nejstarší panovnický rod Evropy.
Dánské království je od roku 1849 konstituční monarchií, kde moc výkonnou má formálně v rukou monarcha, ve skutečnosti však vláda a její ministerský předseda (statsminister). Všichni ministři jsou odpovědní parlamentu, moci zákonodárné. Parlament je od roku 1953 jednokomorový, má 179 křesel a nazývá se Folketinget. Sídlí, stejně jako premiér, v bývalém královském paláci Christiansborg, zvaném neformálně Borgen („Hrad“). Premiéři tradičně bydlí v rezidenci Marienborg, někteří ji ovšem nevyužívají. Volby do parlamentu jsou každé čtyři roky a dvě křesla v něm náleží i reprezentantům Grónska a dvě reprezentantům Faerských ostrovů. Volební systém je poměrný a strana musí ve volbách získat více než dvě procenta hlasů, aby se do parlamentu dostala.
Od roku 1908 se v čele dánské vlády objevili zástupci pouze čtyř politických stran. Nejvlivnější pravicová strana se nazývá Venstre. Její název v překladu paradoxně znamená „levice“, to proto, že tvořila v 19. století opozici vůči konzervativní straně Højre (česky „pravice“), dnes již zaniklé (jejím klíčovým představitelem byl Jacob Brønnum Scavenius Estrup, který vedl dánskou vládu 19 let). Počátky Venstre byly agrární, ve druhé polovině 20. století však přijala klasický evropský liberálně-konzervativní program. Od konce první světové války měla Venstre sedm ministerských předsedů (Niels Neergaard, Thomas Madsen-Mygdal, Knud Kristensen, Erik Eriksen, Poul Hartling, Anders Fogh Rasmussen, Lars Løkke Rasmussen). Mette Frederiksenová (sociální demokraté) vede současnou vládní koalici.
Největší levicovou stranou je sociální demokracie. Ta se prvně dostala k moci v roce 1924, kdy se premiérem stal Thorvald Stauning. Ve funkci vydržel dva roky, ale v roce 1929 usedl v premiérském křesle znovu a setrval v něm dalších třináct let. To znamenalo velký přelom v dánské politice, neboť dlouhá vláda sociálních demokratů nasměrovala Dánsko k budování sociálního státu, podobně jako v jiných skandinávských zemích. Sociální demokraté si udržovali převahu i dlouho po druhé světové válce, jejími významnými premiéry byli Hans Hedtoft, Hans Christian Hansen, Jens Otto Krag, Anker Jørgensen a po pádu železné opony zejména Poul Nyrup Rasmussen. Sociální demokratka Helle Thorningová-Schmidtová se stala roku 2011 první ženou v čele dánské vlády.
Hegemonii dvou největších stran se podaří narušit jen výjimečně. V 80. letech 20. století se to povedlo Poulu Schlüterovi a jeho Konzervativní lidové straně, která stojí napravo od Venstre. Vládu Schlüter vedl přes deset let, na jeho úspěchy se však straně nepodařilo navázat a dnes je marginalizována. Na počátku 20. století měli vliv ještě sociální liberálové (Radikální liberální strana), ti také vedli první vládu po první světové válce (Carl Theodor Zahle). Po nástupu sociálních demokratů však oslabili a na výsluní se jim podařilo vrátit jen v letech 1968–1971, kdy zemi vedl sociální liberál Hilmar Baunsgaard, když tradiční spojence, sociální demokraty, vyměnil za Venstre a vytaktizoval si tak premiérské křeslo (v Dánsku funguje systém neformálních spojeneckých bloků stran).
V posledních letech se prosazují i nové strany, posílila například nacionalistická Dánská lidová strana, která bojuje proti migraci a od roku 2015 je ve Folketingu druhou nejsilnější stranou. Na krajní levici se nachází Jednotná kandidátka – Rudo-zelení. Zelenou politiku prosazuje strana Alternativa (Alternativet). Roku 2007 vznikla Liberální aliance, která se snaží být alternativou Venstre a prosazovat radikálně liberální a libertariánskou politiku.
Typickým rysem dánského politického systému je, že velké množství vládních kabinetů je menšinových. Celkem 92 % dánských vlád po druhé světové válce nemělo v parlamentu většinu (to je v Evropě rekord, Norové či Švédové měli menšinových vlád zhruba dvě třetiny). To proto, že tento systém stojí na tzv. negativním parlamentarismu, tedy zásadě, že „vláda je legitimní, i když nemá většinu, pokud proti ní většina nestojí“. Vláda tak nemusí získat ve Folketingu důvěru většiny poslanců jako např. v České republice či Německu, ale vládne, dokud jí parlamentní většina nevysloví nedůvěru. Vzhledem k silnému konsensualismu a blokovému uspořádání dánské politiky (strany se ještě před volbami hlásí k jednomu ze dvou bloků, aniž by se tím zavazovaly ke vstupu do vlády) tak menší parlamentní strany často neusilují o vyslovení nedůvěry vládě, byť ji přímo nepodporují.
Dánsko poměrně často využívá institut celostátního referenda. Aby jeho výsledek byl platný, musí se ho zúčastnit aspoň 40 procent obyvatel. Referenda silně ovlivnila například podobu vztahu Dánska k Evropské unii – v proslulém hlasování z června 1992 Dánové například odmítli Maastrichtskou smlouvu, načež si dánská vláda vynutila na Bruselu některé výjimky (neúčast na společné obraně, společném občanství, zachování suverenity v právní a policejní oblasti). Ty byly zakotveny v dohodě z Edinburghu, jíž v roce 1993 potvrdili dánští občané znovu v referendu. Amsterdamská smlouva, jíž Dánové taktéž přijali v referendu, dánské výjimky výslovně potvrdila. V září 2000 Dáni odmítli v referendu jednotnou evropskou měnu euro.

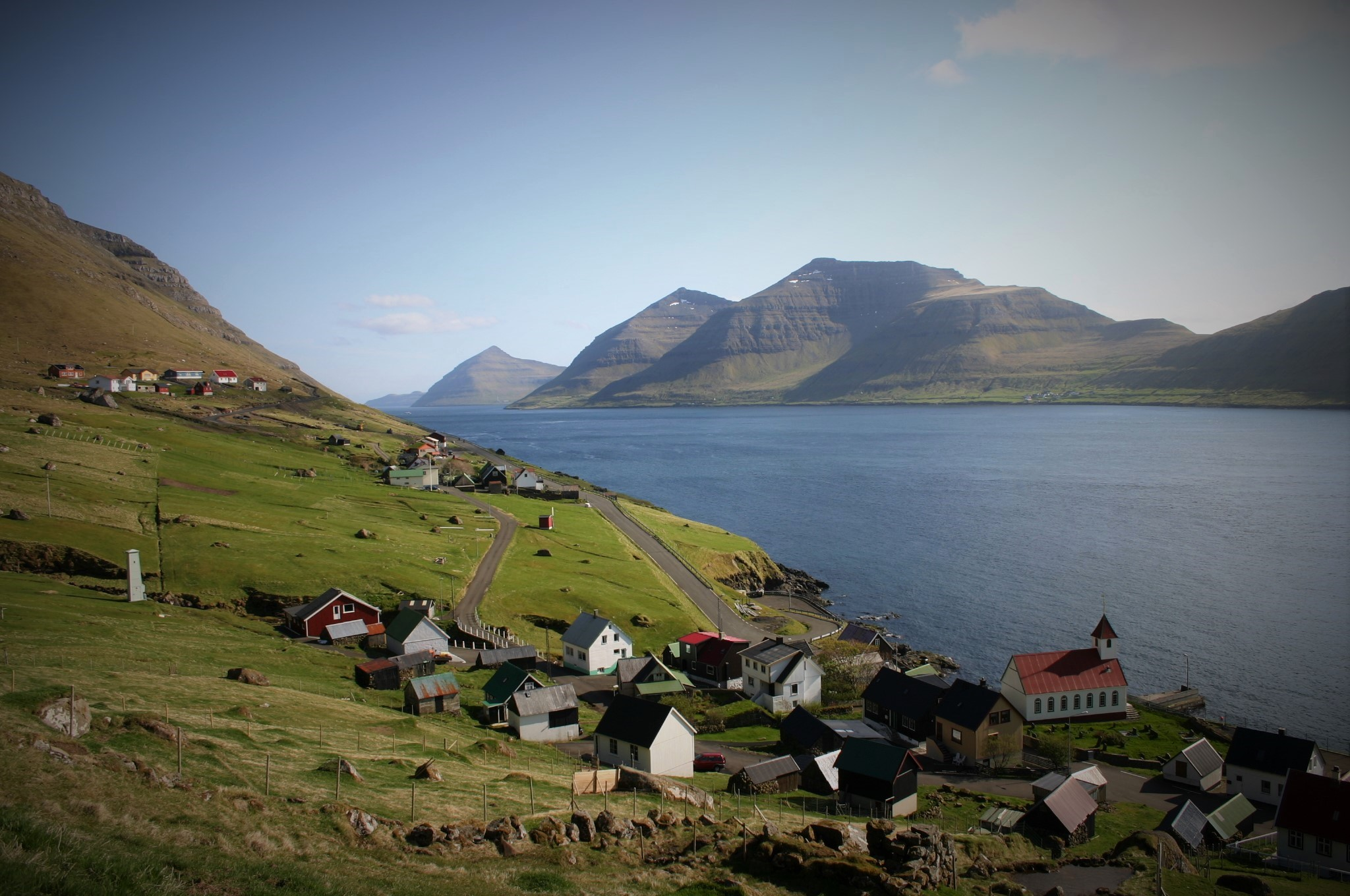
Faerské ostrovy jsou autonomní součástí Dánska

V dánské politice se dříve než jinde prosadily environmentální otázky, již v roce 1971 bylo založeno ministerstvo životního prostředí a Dánsko pak jako první země světa v roce 1973 přijala zákon o ochraně životního prostředí. Od roku 1994 v Kodani také sídlí Evropská agentura pro životní prostředí. Navzdory tomu je dánská národní ekologická stopa velmi vysoká (8,26 globálních hektarů na osobu, při světovém průměru 1,7), což je způsobeno zejména intenzivním zemědělstvím a vysokou produkcí masa (115,8 kilogramu masa na obyvatele ročně). Tento rozpor je pro dánskou politiku typický: vlastní zemědělský průmysl produkující rekordní množství skleníkového plynu metanu je nedotknutelný, naproti tomu se klade velký důraz na snižování emisí oxidu uhličitého, ochranu vod a biodiverzitu. Podobně politicky ožehavou je ochrana zvířat. Ta je na jednu stranu vysoce rozvinutá, na druhou Dánsko toleruje lov ohrožených velryb ve svých autonomních územích, v Grónsku a na Faerských ostrovech, jakožto nedotknutelnou kulturní tradici místních obyvatel.
Dánsko, jako jedna z prvních evropských zemí, již roku 1969 legalizovalo pornografii. Práva leseb, gayů, bisexuálů a translidí jsou v Dánsku považována za prioritní a jejich úroveň je jednou z celosvětově nejvyšších. Stejnopohlavní sexuální styk byl dekriminalizován v r. 1933. V r. 1977 se sjednotil legální věk způsobilosti k pohlavnímu styku pro heterosexuální a homosexuální styk na 15 let. Dánsko je také první zemí na světě, která přijala zákon upravující stejnopohlavní soužití ve formě registrovaného partnerství v r. 1989. V červnu 2012 byl tento zákon zrušen a nahrazen manželstvím pro osoby stejného pohlaví. Dánsko mimo jiné uznává i stejnopohlavní manželství či jiný obdobný svazek uzavřený v zahraničí. Diskriminace na základě sexuální orientace je zcela zakázaná od r. 2004. Páry stejného pohlaví mohou společně osvojovat děti od r. 2010. Gayům a lesbám je zároveň umožněno otevřeně působit v armádě.
V 90. letech vypukla v Dánsku aféra Thulegate, když vyšlo z odtajněných dokumentů Letectva Spojených států amerických najevo, že americké bombardéry s jadernými zbraněmi na palubě přelétaly přes Grónsko téměř celá 60. léta nejméně 2× denně a tehdejší dánská vláda věděla o americkém porušování dánského zákazu jaderných zbraní, avšak nepodnikla žádné kroky k zamezení přeletů. V lednu 1968 byla při havárii amerického bombardéru poblíž americké základny Thule v Grónsku ztracena vodíková bomba. Událost byla před veřejností na dlouhá desetiletí utajena.
Dánské tajné služby udržují speciální vztahy s americkou tajnou službou NSA. Dánsko se roku 1949 stalo jedním ze zakládajících členů NATO a Dán Anders Fogh Rasmussen byl roku 2009 zvolen generálním tajemníkem NATO. Spisovatel Fredrik Bajer získal Nobelovu cenu za mír.
Podle měření Organizace pro hospodářskou spolupráci a rozvoj z roku 2011 má Dánsko nejvyšší sociální mobilitu na světě a druhé nejšťastnější obyvatelstvo planety. Světové ekonomické fórum označuje Dánsko za 12. nejvíce konkurenceschopnou zemi světa. Podle indexu časopisu The Economist má pátou nejkvalitnější demokracii (2017). Podle organizace Transparency International má vůbec nejnižší míru korupce na světě 

### Administrativní dělení
Od 1. ledna 2007 je Dánsko rozděleno do pěti regionů (v závorkách jsou správní sídla těchto regionů):
- Nordjylland (Aalborg)
- Midtjylland (Viborg)
- Syddanmark (Vejle)
- Hovedstaden (Hillerød)
- Sjælland (Sorø)

Not a part of a region:Ertholmene, 91 inhabitants (August 2022); (Statistics Denmark calls it Christiansø after the most inhabited island). 
Dánsko bylo mezi roky 1970 a 2006 rozděleno do 13 samosprávních krajů (amt) a na 270 okresů (kommune):
- Århus Amt
- Frederiksborgs Amt
- Fyns Amt
- Københavns Amt (Kodaňský okres)
- Nordjyllands Amt (Severní Jutsko)
- Ribe Amt
- Ringkjøbing Amt
- Roskilde Amt
- Sønderjyllands Amt (Jižní Jutsko)
- Storstrøms Amt
- Vejle Amt
- Viborg Amt
- Vestsjællands Amt (Západní Sealand)
- Bornholm
- Kodaň (København)
- Frederiksberg

## Obyvatelstvo

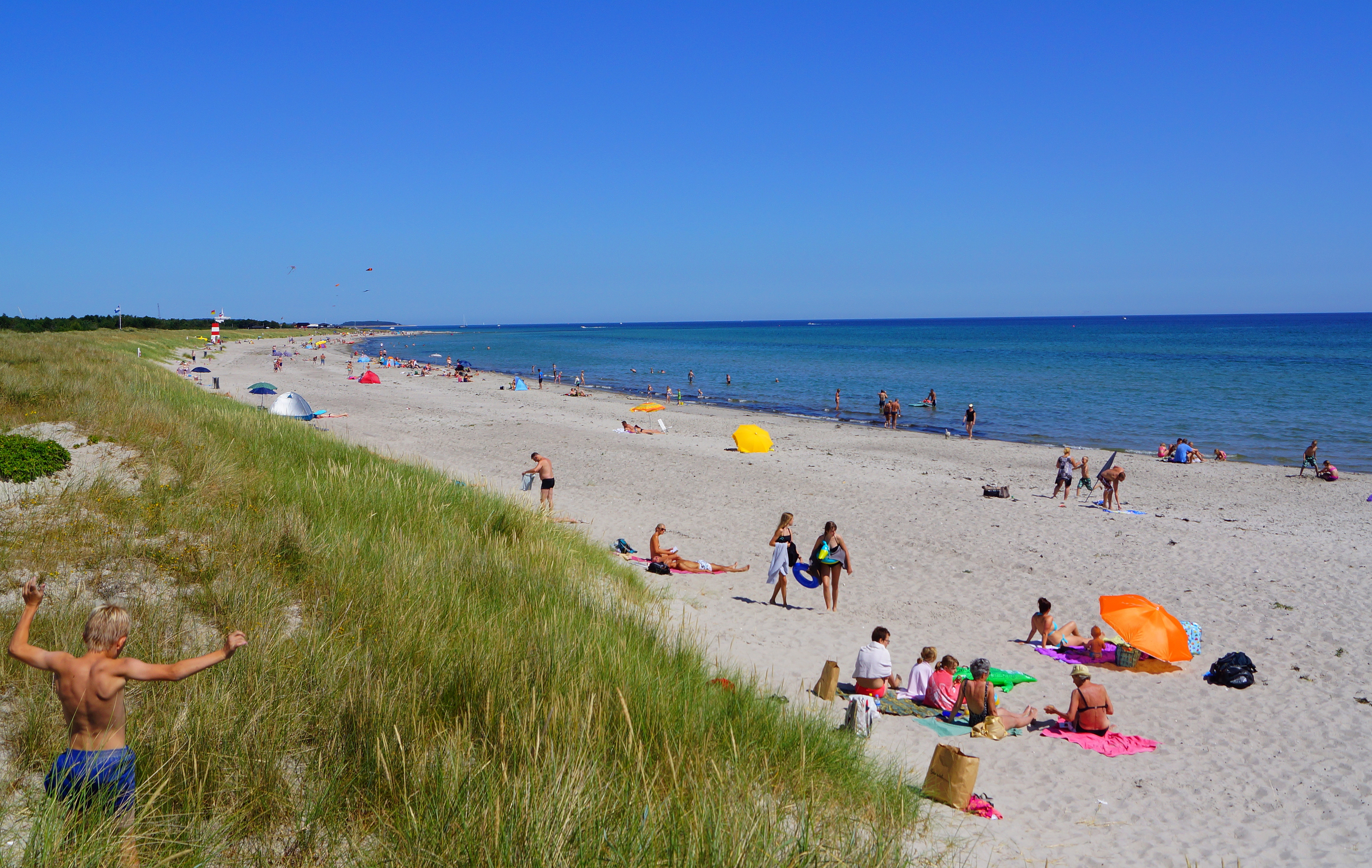
Lidé na pláži na poloostrově Djursland

K lednu 2017 mělo Dánsko 5 748 769 obyvatel. Téměř 2/3 z nich žijí v aglomeraci hlavního města. Ekonomicky aktivních je 70,1 % obyvatel. Přirozený přírůstek obyvatelstva je 0,28 %. Průměrná délka života dosahuje 79 let. Průměrný věk je 39,8 let, porodnost 1,74 dítěte na jednu ženu. Populace přesto poměrně výrazně roste, kvůli migraci. Hustota zalidnění je 130,5 obyvatel na kilometr čtvereční.

### Etnické složení
Dánsko je národním státem, 94 % obyvatel jsou Dánové, severogermánský národ mluvící dánštinou, jež patří do severogermánské skupiny indoevropské jazykové rodiny. Jedná se o potomky germánského kmene Dánů, který přišel na poloostrov v 5.–6. století z jižního Švédska. Vytlačili a částečně si podmanili původní obyvatele (Angly, Juty, Sasy). V 8.–11. století podnikali výpravy jako Vikingové. Etnicky a kulturně ovlivnili obyvatele Západní Evropy (Británie, Normandie, Islandu i Grónska). Nejstarší památky jsou psané runami, v současnosti se používá latinka.
Kromě Dánů žije u hranic s Německem malá německá menšina, čítá asi 20 tisíc osob. V zemi žije i komunita původních obyvatel z Grónska. Během evropské migrační krize se Dánsko změnilo na více multikulturní společnost, i když od roku 2016 začala platit pravidla proti přijímání ekonomických migrantů. Počet imigrantů dosahuje 9,5 % obyvatelstva (cca 526 000 osob). 33 % imigrantů přichází z Asie (zejména Irák, Pákistán, Írán, Libanon) a 9 % z Afriky (zejména Somálsko a Maroko). Zbytek jsou lidé z Evropy, mezi nimiž největší skupinu tvoří přistěhovalci z Turecka. Za nimi následují přistěhovalci z Bosny a Kosova, méně pak z Polska a pobaltských zemí. Malá část příchozích je z Jižní Ameriky, především z Chile. Počet přistěhovalců se neustále zvyšuje.

### Náboženství

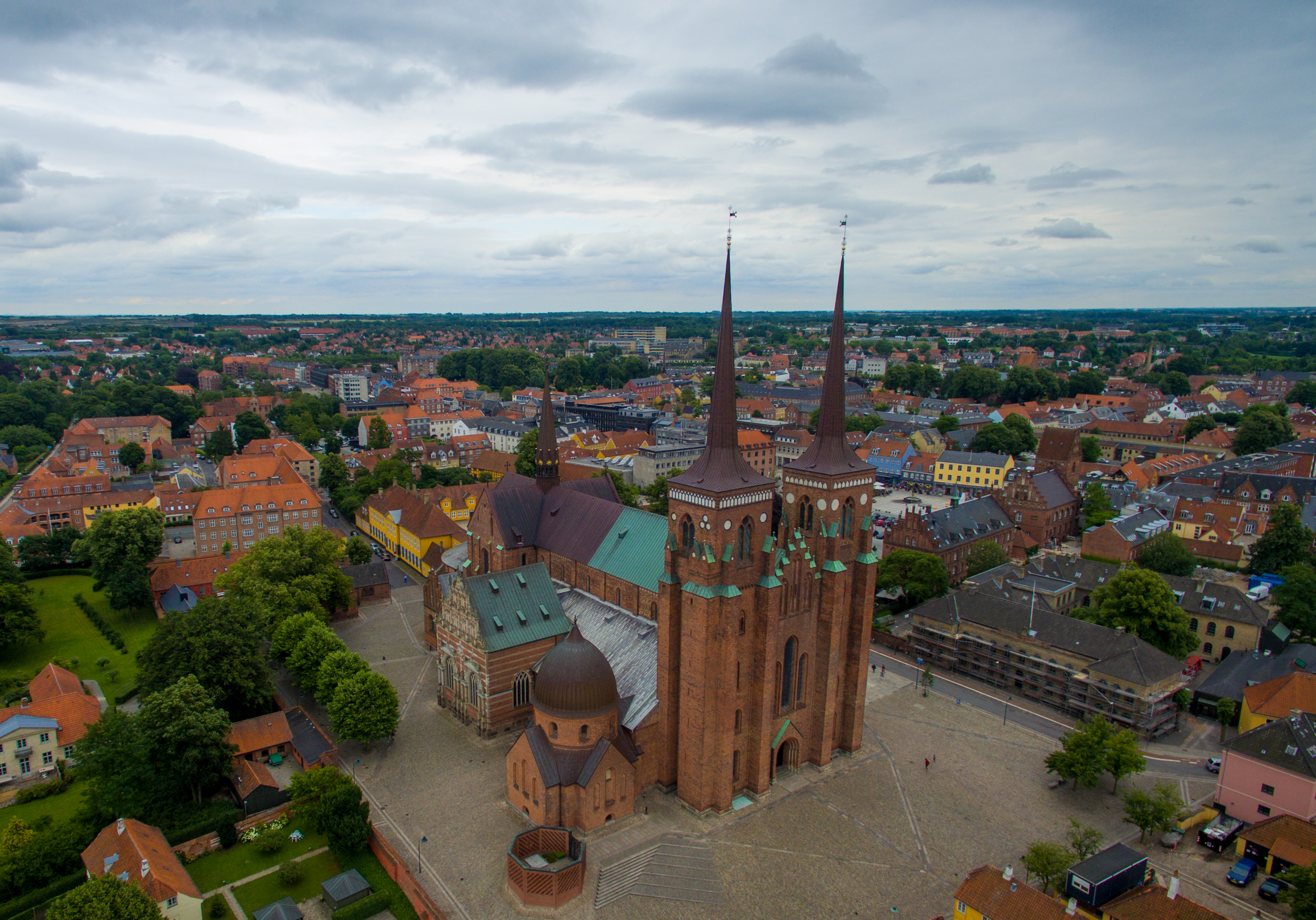
Katedrála v Roskilde, centrum dánského evangelismu

Do reformace bylo Dánsko římskokatolickou zemí. Od reformace je státní církví dánská (evangelická) církev. Její vliv ve společnosti ovšem klesá, podobně i pomalu klesá počet jejích příslušníků. V roce 2013 to bylo 4 430 643 obyvatel, což představovalo 79,1 % obyvatelstva (v roce 1990 to bylo 89,3 %). Snižuje se i návštěvnost bohoslužeb a členství v církvi je více formální. Naopak narůstá počet obyvatel bez vyznání. S příchodem imigrantů stoupá počet muslimů (Turci, Arabové). Islám je dnes druhým nejrozšířenějším náboženstvím v Dánsku a počet jeho přívrženců stále stoupá. Žije zde přibližně 270 000 muslimů, což je 5 % obyvatel. Kromě nich žije v zemi i skupina buddhistů (20 000, tj. 0,4 %). Pomalu stoupá i počet příslušníků římskokatolické církve. Je jich 39 000, což představuje asi 0,7 % obyvatel. V zemi žijí i skupinky hinduistů, mormonů, baptistů či pravoslavných. V roce 2003 byla uznána za oficiální církev i novopohanská Forn Siðr.

## Ekonomika

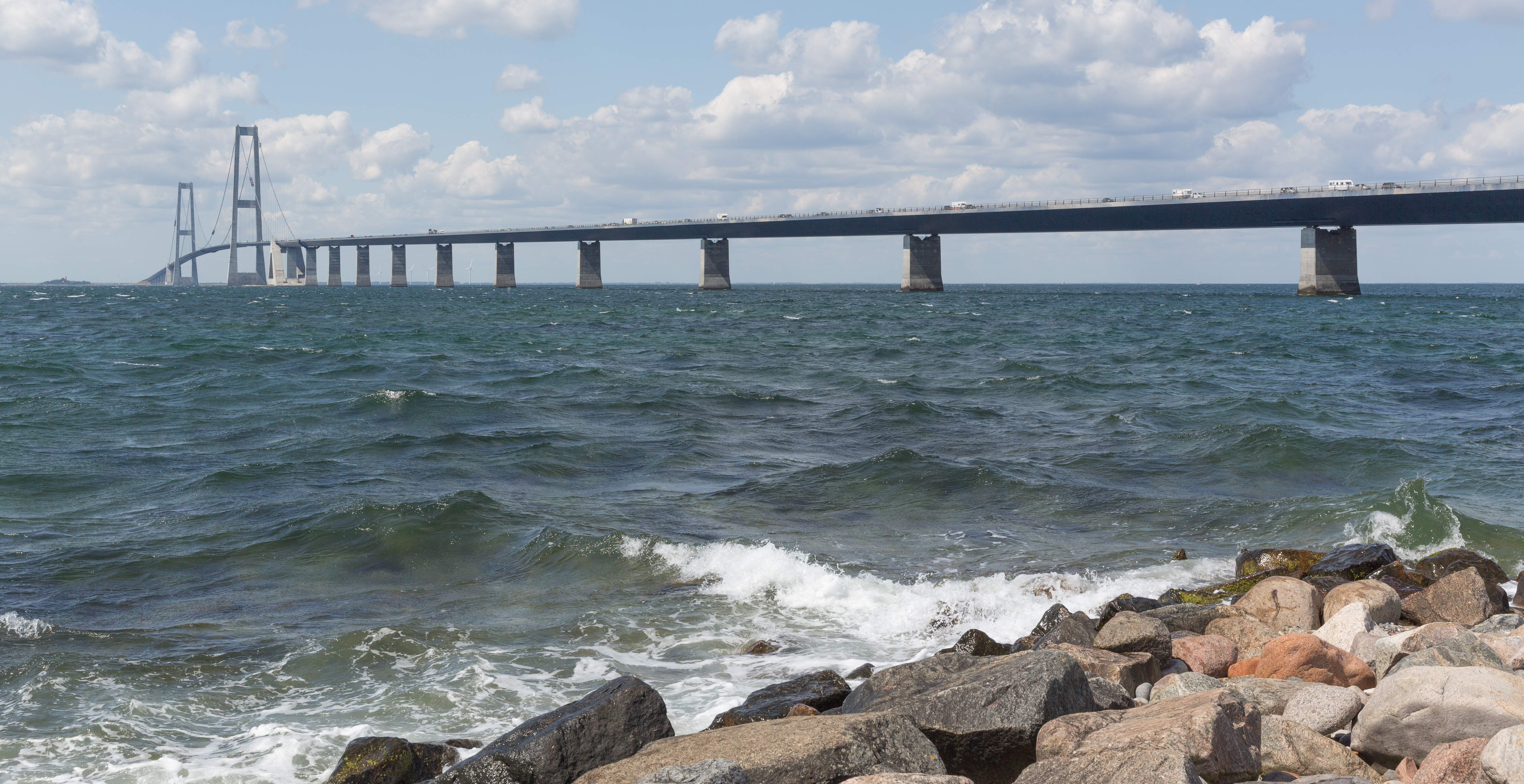
Most přes Velký Belt

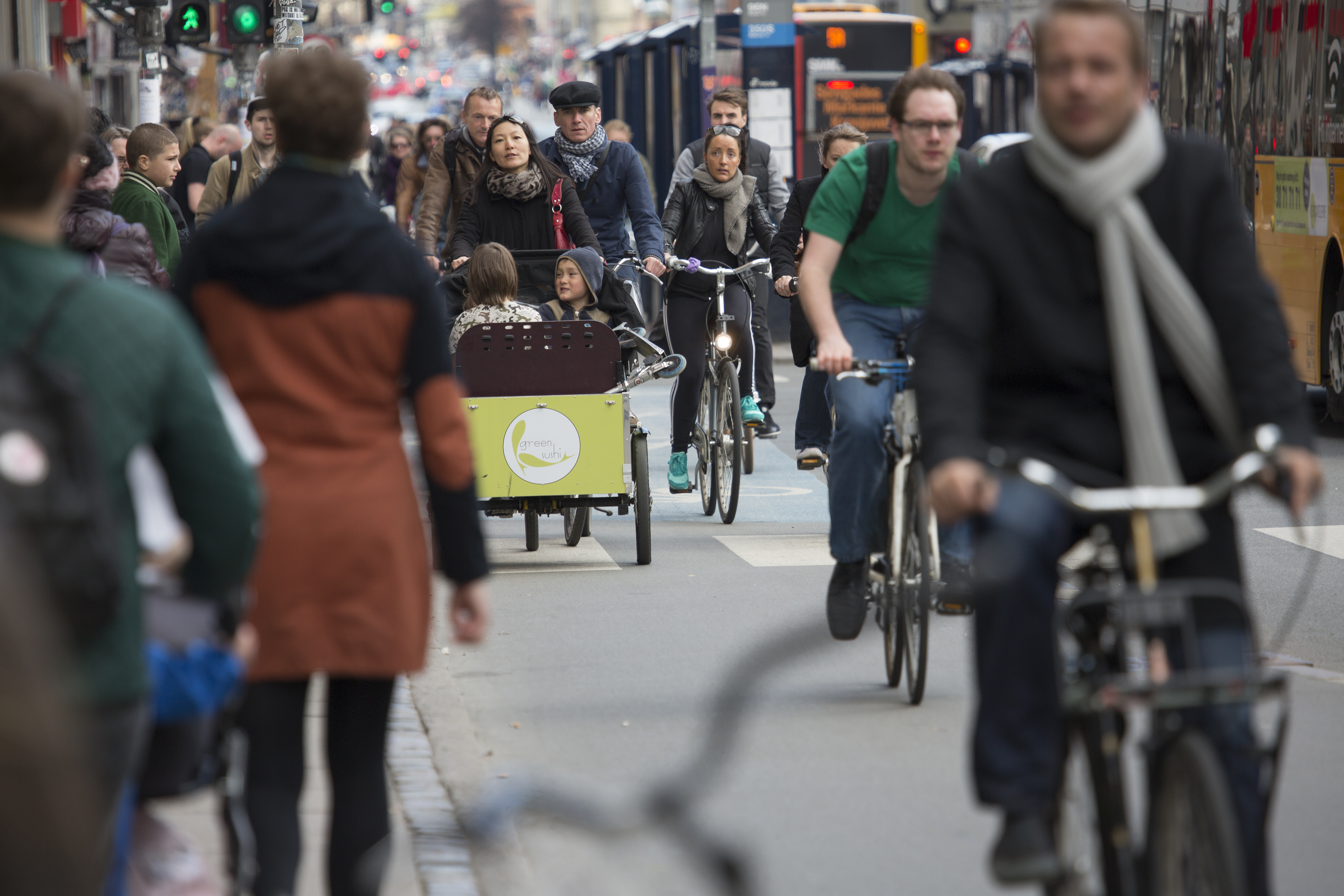
Dopravní cyklisté v hlavním dánském městě Kodani

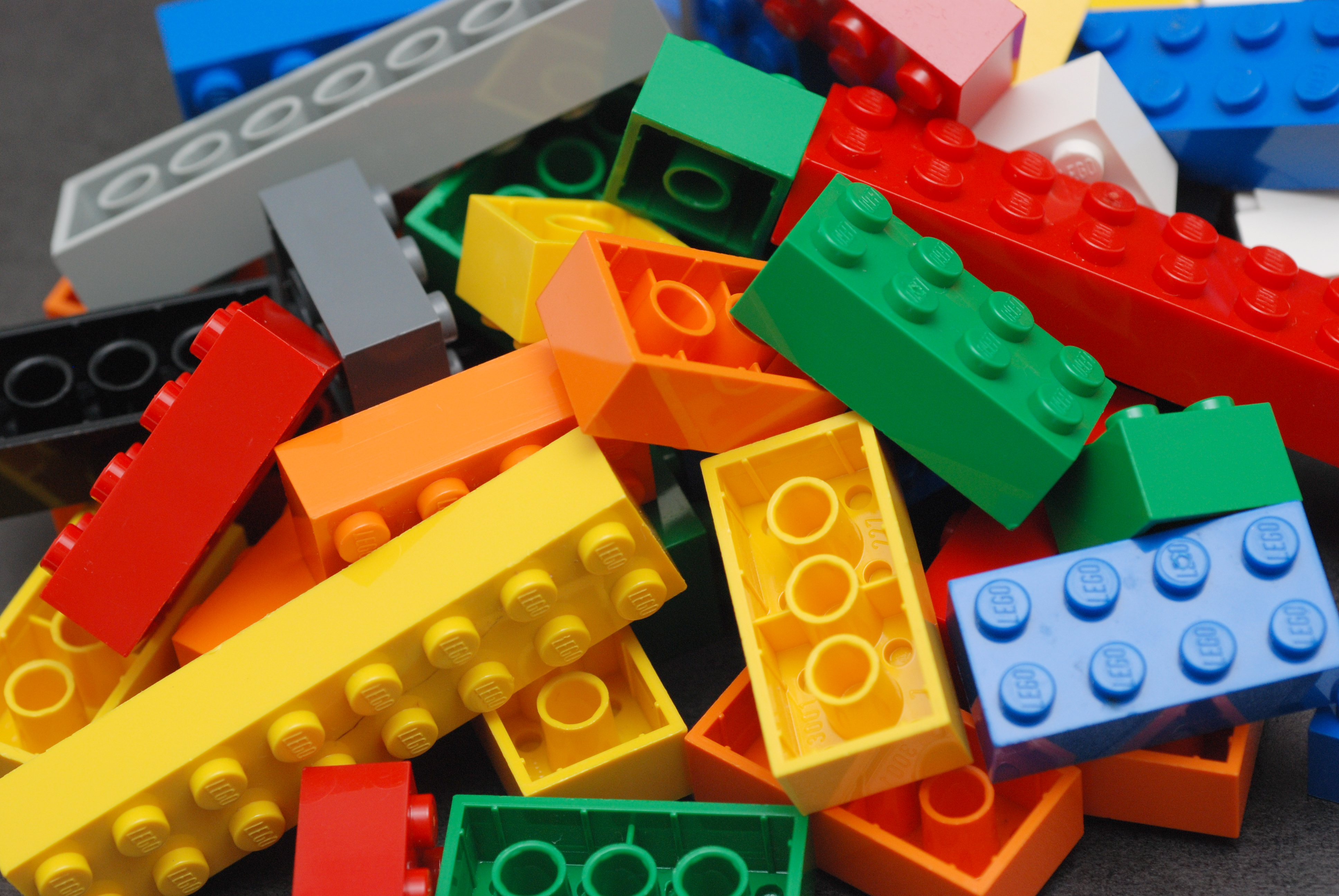
Stavebnice Lego dobyla svět

### Struktura národního hospodářství
Dánsko patří mezi státy s moderním tržním hospodářstvím, technicky vyspělým zemědělstvím a rozsáhlou vládní sociální politikou (sociálně-demokratický model welfare state). Vyspělost dánské ekonomiky se projevuje vysokou životní úrovní, pevnou měnou i značnou závislostí na obchodu se zahraničím, ale aktivní obchodní bilancí. Dánský vývoz míří nejvíce do Německa, Švédska, Británie, Nizozemska, Francie, Polska a Itálie.
V zemědělství pracuje jen 6 % ekonomicky činného obyvatelstva. Obdělávaná půda tvoří asi 56 % rozlohy, což je nejvíce v Evropě. Dánské zemědělství je charakteristické velkou intenzitou, vysokou produktivitou a mechanizací a rozšířenou spotřebou umělých hnojiv. Pěstují se obilniny (pšenice), brambory a cukrová řepa. Základem zemědělské výroby je chov skotu, prasat a drůbeže. Dánsko je vedoucím producentem vepřového a největším vývozcem vepřových produktů v EU. Významný je mořský rybolov. Dánsko má naproti tomu jen nevelké množství nerostných surovin. V malé míře se těží černé uhlí, stavební materiály, sůl, ropa a zemní plyn.
Většina elektráren je tepelných. Specifický je vysoký podíl větrných elektráren na výrobě elektrické energie (přibližně 40 %). Velké zastoupení má průmysl potravinářský (máslo, sýry), strojírenský (zemědělské stroje), stavba lodí, chemický (umělá hnojiva), dřevozpracující a elektrotechnický. Takřka polovina průmyslových kapacit se nachází v Kodani a nejbližším okolí.
Ve službách pracuje přes 60 % ekonomicky činného obyvatelstva. Významné postavení má námořní doprava, pobřežní plavba, automobilová doprava a také cyklistická doprava, neboť v Dánsku je 12 000 kilometrů cyklostezek. Spojení mezi ostrovy zajišťují mosty nebo trajektové linky. Most přes Velký Belt je nejdelší visutý most v Evropě. Dánsko je významnou dopravní spojnicí mezi Skandinávií a zbytkem Evropy. Hlavními přístavy jsou: Kodaň, Esbjerg, Ålborg, Århus. V Kodani, na ostrově Amager, je také významné mezinárodní letiště, největší ve Skandinávii.
K největším firmám v zemi patří hračkářská korporace The Lego Group, již založil Ole Kirk Christiansen, a která se proslavila zejména stavebnicí Lego. Významnou je také pivovarnická společnost Carlsberg. Logistická firma Maersk je největším provozovatelem kontejnerových lodí na světě. Společnost Vestas je největším světovým výrobcem větrných turbín.

### Trh práce a blahobyt
K výdobytkům sociálního státu patří například to, že má Dánsko nejvyšší minimální mzdu na světě. Jakýmsi zlatým věkem sociálního státu v Dánsku byla 60. léta až polovina 70. let 20. století, kdy hodinové výdělky rostly daleko rychleji než spotřebitelské ceny. Toto tempo růstu blahobytu se pak nakrátko vrátilo ještě v druhé polovině 80. let. Od 90. let se křivky růstu výdělků a cen příliš nevzdalují.
Pro dánský trh práce je charakteristická vysoká míra členství v odborech a pokrytí kolektivními smlouvami, které se datují od Septemberforliget (zářijové urovnání) v roce 1899, kdy si Dánská konfederace odborových svazů a Konfederace dánských zaměstnavatelů vzájemně uznaly právo na organizaci a vyjednávání. Trh práce je také tradičně charakterizován vysokým stupněm flexikurity, tj. kombinací flexibility trhu práce a ekonomické jistoty pracovníků. Míra flexibility je částečně udržována prostřednictvím aktivních politik trhu práce. Dánsko poprvé zavedlo aktivní politiku trhu práce (APTP) v 90. letech po hospodářské recesi, která vedla k vysoké míře nezaměstnanosti. O politice vůči trhu práce se rozhoduje prostřednictvím tripartitní spolupráce mezi zaměstnavateli, zaměstnanci a vládou. Dánsko má jedny z nejvyšších výdajů na APTP a v roce 2005 utratilo asi 1,7 % svého HDP na výdaje spojené s podporou pracovního trhu. Jednalo se o relativně nejvyšší výdaje mezi zeměmi OECD. Dánsko bylo v roce 2010 v tomto směru také přední zemí mezi severskými státy.
Aktivní politiky dánského trhu práce se zaměřují zejména na řešení nezaměstnanosti mladých lidí. Mají od roku 1996 zavedenou „iniciativu mládeže“ nebo dánský program nezaměstnanosti mládeže. To zahrnuje povinnou participaci pro nezaměstnané mladší 30 let. Zatímco jsou poskytovány dávky v nezaměstnanosti, politiky jsou navrženy tak, aby motivovaly k hledání zaměstnání. Například dávky v nezaměstnanosti se po 6 měsících sníží o 50 %. To je kombinováno s programy vzdělávání, rozvoje dovedností a odborné přípravy. Například program „Budování mostu ke vzdělávání“ (Job-bro til Uddannelse), byl zahájen v roce 2014 s cílem poskytovat mladým lidem, kteří jsou ohroženi nezaměstnaností, výukové lekce, kde jsou pod dohledem mentorů učeni rozvíjet své schopnosti Takové aktivní politiky trhu práce byly pro Dánsko v krátkodobém i dlouhodobém horizontu velmi úspěšné. Například 80 % účastníků programu Job-bro til Uddannelse se domnívalo, že tato iniciativa jim pomohla dokončit vzdělání. V makroekonomickém měřítku studie dopadu aktivní politiky zaměstnanosti v Dánsku mezi rokem 1995 a 2005 ukázaly, že takové politiky měly pozitivní dopad nejen na zaměstnanost, ale také na příjmy. Efektivní míra kompenzace nezaměstnaných pracovníků však v posledních desetiletích klesá. Na rozdíl od většiny západních zemí v Dánsku neexistuje zákonná minimální mzda.
Relativně velká část populace je aktivní na trhu práce, v neposlední řadě kvůli velmi vysoké míře participace žen. Celková míra participace lidí ve věku 15 až 64 let v roce 2017 činila 78,8 %. To byl 6. nejvyšší počet ze zemí OECD, který překonal pouze Island, Švýcarsko, Švédsko, Nový Zéland a Nizozemsko. Průměr všech zemí OECD dohromady byl 72,1%.
Podle Eurostatu byla v roce 2017 míra nezaměstnanosti 5,7 %. Tím je nezaměstnanost v Dánsku poněkud pod průměrem EU, což bylo 7,6 %. V roce 2017 mělo 10 členských zemí EU nižší míru nezaměstnanosti než Dánsko. V roce 2017 činila podle Dánského statistického úřadu (Danmarks Statistik) celková zaměstnanost 2 919 000 lidí.
Podíl zaměstnanců, kteří každoročně opouštějí zaměstnání (kvůli změně zaměstnání, odchodu do důchodu nebo nezaměstnanosti), se v soukromém sektoru pohybuje kolem 30 % – toto bylo také pozorováno ve Velké Británii a USA – ale v mnohem vyšší míře než v kontinentální Evropě, kde odpovídající hodnota je kolem 10 %.

### Státní finance
Souběžně s rostoucím blahobytem občanů vykazoval i stát v 60. letech 20. století rozpočtové přebytky, takže státní dluh se na počátku 70. let dostal na nulu. Od ropné krize v roce 1973 se rozpočty dostaly do problémů, které vyvrcholily na počátku 90. let, kdy státní dluh přesáhl 80 % hrubého domácího produktu (HDP). Dánské vlády si s tím však poradily, od roku 1993 začaly být rozpočty znovu přebytkové a míra zadlužení Dánska je v současnosti (k roku 2018) 36,4 % HDP, což je zhruba na úrovni České republiky, tedy jedna z nejnižších v Evropské unii.
Dánská fiskální politika je obecně považována za zdravou. Státní dluh se ke konci roku 2017 blížil nule a činil 27,3 miliardy DKK, to bylo 1,3 % HDP. Vládní sektor, který má reálnou částku finančních aktiv i pasiv, činil ke stejnému datu hrubý veřejný dluh 36,1 % HDP. Hrubý dluh HMu v procentech HDP byl šestý nejnižší ze všech 28 členských zemí EU, pouze Estonsko, Lucembursko, Bulharsko, Česká republika a Rumunsko měly nižší hrubý dluh. Dánsko mělo v roce 2017 přebytek státního rozpočtu ve výši 1,1 % HDP. Dlouhodobé roční fiskální plány dánské vlády i nezávislé dánské hospodářské rady, které zohledňují pravděpodobný budoucí fiskální vývoj způsobený demografickým vývojem (např. pravděpodobné stárnutí populace způsobené výrazným prodloužením střední délky života), dělají z dlouhodobého hlediska dánskou fiskální politiku příliš udržitelnou. Na jaře 2018 byl tzv. ukazatel fiskální udržitelnosti vypočítán na 1,2 (dánskou vládou) resp. 0,9% (dánskou hospodářskou radou) HDP. To znamená, že za předpokladů použitých v projekcích by mohla být fiskální politika trvale uvolněna (prostřednictvím štědřejších veřejných výdajů a / nebo nižších daní) přibližně o 1% HDP při dlouhodobém zachování stabilního poměru veřejného dluhu k HDP.

### Měnová politika
Dánskou měnou je dánská koruna, která je rozdělena na 100 øre, byla zavedena v roce 1875 a nahradila předchozí šilinky. Dánsko má velmi pevnou tradici v udržování systému fixního směnného kurzu, která sahá až do období zlatého standardu za dob Skandinávské měnové unie mezi roky 1873 a 1914. Po rozpadu mezinárodního Brettonwoodského systému v roce 1971 Dánsko opakovaně během 70. a začátku 80. let korunu znehodnocovalo a udrželo tak politiku „pevných, ale nastavitelných“ směnných kurzů. Následně ale rostoucí inflace vedla k tomu, že Dánsko vyhlásilo v roce 1982 politiku fixního směnného kurzu. Zpočátku byla Dánská koruna vázaná na evropskou měnovou jednotku, od roku 1987 na německou marku a od roku 1999 na euro.
Ačkoli bylo Dánsko způsobilé, rozhodlo se do Evropské měnové unie (EMU) v době jejího založení nevstoupit. V roce 2000 dánská vláda navrhla a obhajovala členství v Evropské měnové unii a na základě toho bylo uspořádáno referendum, kterého se zúčastnilo 87,6 % občanů a z nich 53 % dánské členství v EMU odmítlo. Poté bylo členství ještě párkrát projednáváno, ale průzkumy veřejného mínění po finanční krizi v letech 2007–2008 prokázaly, že většina obyvatel Dánska je proti vstupu do EMU. a v dnešní době se už dánská politika touto otázkou nezabývá.
Za udržování fixního směnného kurzu odpovídá Dánská centrální banka (Danmarks Nationalbank). Důsledkem politiky směnného kurzu musí centrální banka upravovat své úrokové sazby, aby zajistila stabilní směnný kurz, a proto nemůže současně provádět měnovou politiku, jako např. stabilizovat domácí inflaci nebo míru nezaměstnanosti. To dánskou stabilizační politiku zásadně odlišuje od sousedních zemí, jako je Norsko, Švédsko, Polsko nebo Spojené království, v nichž mají centrální banky hlavní stabilizační roli. Dánsko je v současnosti jedinou členskou zemí Organizace pro hospodářskou spolupráci a rozvoj (OECD), která udržuje nezávislou měnu s pevným směnným kurzem. V důsledku toho je dánská koruna jedinou měnou v Evropském mechanismu směnných kurzů II (ERM II).
V prvních měsících roku 2015 zažilo Dánsko velký příliv kapitálu, což způsobilo po mnoho let největší tlak na fixní směnný kurz a dánská koruna posílila. Dánská centrální banka reagovala různými způsoby, ale zejména snížením úrokových sazeb na rekordně nízkou úroveň. Dne 6. února 2015 došlo ke snížení depozitních certifikátů, jedné ze čtyř oficiálních sazeb dánské centrální banky, na −0,75 %. V lednu 2016 byla sazba zvýšena na −0,65 % a na této úrovni se od té doby udržuje.
Inflace v Dánsku byla v posledních desetiletích obecně nízká a stabilní, zatímco v roce 1980 činila roční inflace více než 12 %, v období 2000–2017 byla průměrná míra inflace 1,8 %. V roce 2019 byla 1,7 %.

### Zdanění
Daňová úroveň i úroveň vládních výdajů v Dánsku patří mezi nejvyšší na světě, což je tradičně připisováno severskému modelu, jehož je Dánsko příkladem, včetně zásad sociálního státu, které se historicky vyvíjely během 20. století. V roce 2017 činila oficiální dánská úroveň daně 46,1 % HDP. Nejvyšší rekordní úroveň dánských daní byla 49,8 % HDP dosažená v roce 2014 z důvodu vysokých mimořádných jednorázových daňových příjmů způsobených reorganizací dánského systému financování důchodů. Dánský poměr daně k HDP ve výši 46 % byl druhý nejvyšší ve všech zemích OECD. Průměr OECD byl 34,2 %. Daňová struktura Dánska (relativní váha různých daní) se také liší od průměru OECD, protože dánský daňový systém v roce 2015 byl charakterizován výrazně vyššími příjmy z daní z příjmu fyzických osob, zatímco na druhé straně žádné příjmy vůbec nevycházejí z příspěvků na sociální zabezpečení. Nižší podíl příjmů v Dánsku pochází z daní z příjmů právnických osob a zisky a daní z nemovitostí než v OECD obecně, zatímco podíl odvozený od daní ze mzdy, DPH a jiných daní ze zboží a služeb odpovídá průměru OECD.
Průměrná mezní sazba daně z příjmu z práce byla v roce 2016 pro všechny dánské plátce daně 38,9 %. Průměrná mezní daň z příjmu fyzických osob činila 30,7 %.
Profesor ekonomie na Princetonské univerzitě Henrik Kleven uvedl, že tři odlišné politiky v Dánsku a jeho skandinávských sousedech znamenají, že vysoké daňové sazby způsobují pouze relativně malé narušení ekonomiky: rozšířené používání informací třetích stran pro účely výběru daní (zajištění nízké úrovně daňových úniků), široké daňové základy (zajišťující nízkou úroveň obcházení daní) a silná dotace zboží, které doplňují práci (zajišťující vysokou míru účasti na pracovních silách).

### Specifické aspekty vládních příjmů
Souběžně s vysokou úrovní daní tvoří vládní výdaje velkou část HDP a vládní sektor plní mnoho různých úkolů. V září roku 2018 pracovalo v sektoru vládních institucí 831000 lidí, což je zhruba 29,9 % všech zaměstnanců.
V roce 2017 tvořily celkové vládní výdaje 50,9 % HDP. Vládní spotřeba tvořila přesně 25 % HDP (např. výdaje ve vzdělání a zdravotnictví) a vládní investice (infrastruktura apod.), výdaje dalších 3,4 % z HDP. Převody osobních příjmů (např. pro starší nebo nezaměstnané osoby) činily 16,8 % HDP.

### Sociální zabezpečení
Dánsko má systém pojištění pro případ nezaměstnanosti zvaný A-kasse (dánsky arbejdsløshedskasse). Tento systém vyžaduje placené členství ve státem uznávaném fondu nezaměstnanosti. Většinu těchto fondů spravují odbory a část výdajů je financována prostřednictvím daňového systému. Členové A-kasse nemusejí být členy odborového svazu. Ne každý dánský občan nebo zaměstnanec má nárok na členství v tomto fondu a členské příspěvky jsou ukončeny po dvou letech nezaměstnanosti. Osoba, která není členem A-kasse nemůže pobírat dávky v nezaměstnanosti.
Fondy v nezaměstnanosti neplatí dávky nemocným, kteří jsou místo toho převáděni do obecného systému sociální podpory. Dánsko má celostátní komunálně spravovaný systém sociální podpory proti chudobě, který má za úkol zajišťovat minimální životní příjem kvalifikovaným občanům. Všichni dánští plnoletí občané mohou požádat o finanční podporu, pokud nemohou sami sebe nebo svou rodinu zajistit. Schválení není automatické a rozsah tohoto systému se od 80. let obecně zmenšuje. Nemocní mohou dostávat finanční podporu po celou dobu své nemoci. Jejich schopnost pracovat bude po 5 měsících nemoci přehodnocena.
Systém sociálního zabezpečení související s trhem práce prošel od konce 90. let několika změnami a finančními škrty v důsledku politických programů na zvýšení nabídky práce. Následovalo několik reforem o právech nezaměstnaných, částečně inspirovaných Dánskou hospodářskou radou. Například v roce 2010 bylo zavedeno snížení dávky v nezaměstnanosti o polovinu, z původních 4 na 2 roky, což ztěžuje opětované získání tohoto práva dvakrát více. Osoby se zdravotním postižením mohou požádat o trvalé sociální důchody. Rozsah podpory závisí na schopnosti pracovat a lidé mladší 40 let nemohou pobírat sociální důchod, pokud nejsou považování za práceschopné.
Ačkoli Dánsko splňovalo ekonomická kritéria Evropské měnové unie (EMU), rozhodli Dánové v referendu v září 2000 o nepřijetí eura. Měnou tak zůstala dánská koruna. Dánové mají dokonce trvalou výjimku (opt-out) na vstup do eurozóny. Pokud by jí vláda chtěla odvolat, musí o tom vypsat referendum.
Ač je Dánsko relativně malou zemí, má sedmý největší trh s cennými papíry na světě (čtvrtý v Evropě). Kodaňská burza je věhlasná a je proslulá tím, že jako vůbec první na světě zavedla elektronické obchodování s cennými papíry.

### Zahraniční obchod
Jako malá otevřená ekonomika je Dánsko velmi závislé na svém zahraničním obchodu. V roce 2017 tvořila hodnota celkového vývozu zboží a služeb 55 % HDP, zatímco hodnota celkového dovozu činila 47 % HDP. Obchod se zbožím tvořil mírně více než 60 % vývozu i dovozu a zbývající obchod se službami téměř 40 %.
Stroje, chemikálie a příbuzné výrobky, jako jsou léky a zemědělské produkty, byly v roce 2017 největšími skupinami vývozního zboží. Vývozům služeb dominovaly služby nákladní, námořní dopravy z dánského obchodního námořnictva. Většina z nejdůležitějších dánských obchodních partnerů jsou sousední země. Pět hlavních dovozců dánského zboží a služeb v roce 2017 bylo Německo, Švédsko, Spojené království, Spojené státy americké a Norsko. Pět zemí, z nichž Dánsko v roce 2017 dovezlo nejvíce zboží a služeb, bylo Německo, Švédsko, Nizozemsko, Čína a Velká Británie.
Po téměř stálém schodku běžného účtu platební bilance od počátku šedesátých let si Dánsko udržovalo přebytek na svém běžném účtu BOP každý rok od roku 1990, s jedinou výjimkou roku 1998. V roce 2017 činil přebytek běžného účtu na přibližně 8 % HDP. V důsledku toho se Dánsko změnilo z čistého dlužníka na čistou věřitelskou zemi. Do 1. července 2018 činil čistý zahraniční majetek nebo čistá mezinárodní investiční pozice v Dánsku 64,6 % HDP, takže Dánsko mělo největší čisté zahraniční bohatství v poměru k HDP kterékoli země EU.
Jelikož se roční běžný účet rovná hodnotě domácích úspor minus celkové domácí investice, je změna ze strukturálního schodku na strukturální přebytek způsobena změnami těchto dvou složek národního účtu. Zejména v letech 1980 až 2015 se dánská národní míra úspor ve finančních aktivech zvýšila o 11 % HDP. Dva hlavní důvody této velké změny v chování v oblasti domácích úspor byly rostoucí význam rozsáhlých povinných důchodových systémů a několika dánských fiskálních politik. reformy v období, které výrazně snížilo daňové odpočty úrokových nákladů domácností, čímž se snížila daňová dotace spotřebitelského dluhu.

### Literatura

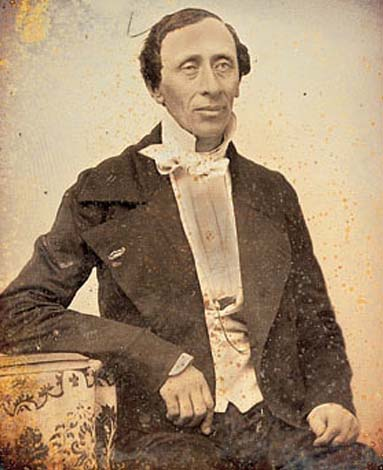
Hans Christian Andersen, 1847

## Kultura

### Hudba

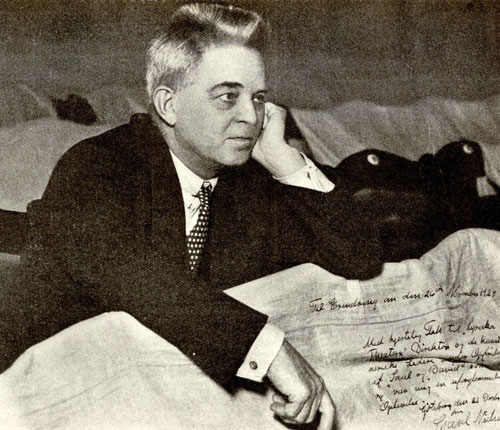
Carl Nielsen

Za nejvýznamnějšího dánského hudebního skladatele je považován Carl Nielsen. Lze vzpomenout též Nielse Wilhelma Gadeho, varhanního skladatele Nicolause Bruhnse nebo Friedricha Kuhlaua. 
Lars Ulrich je bubeníkem a spoluzakladatelem známé americké skupiny Metallica. V žánru eurodance se v 90. letech mezinárodně prosadila skupina Aqua, především se svým hitem Barbie girl. Duo Olsen Brothers vyhrálo soutěž Eurovision Song Contest v roce 2000, již v roce 1963 se to povedlo i Jørgenu Ingmannovi. Klasiky heavy metalu a rocku jsou Mercyful Fate, King Diamond, Pretty Maids a Volbeat. Jesper Kyd píše hudbu především k filmům a počítačovým hrám (Hitman, Assassin's Creed). K populárním současným zpěvačkám patří MØ, ke skupinám pak například Lukas Graham nebo Mew. Festival Roskilde patří k největším pravidelným akcím světové populární a rockové hudby. 
Slavným baletním tanečníkem byl Erik Bruhn.

### Architektura

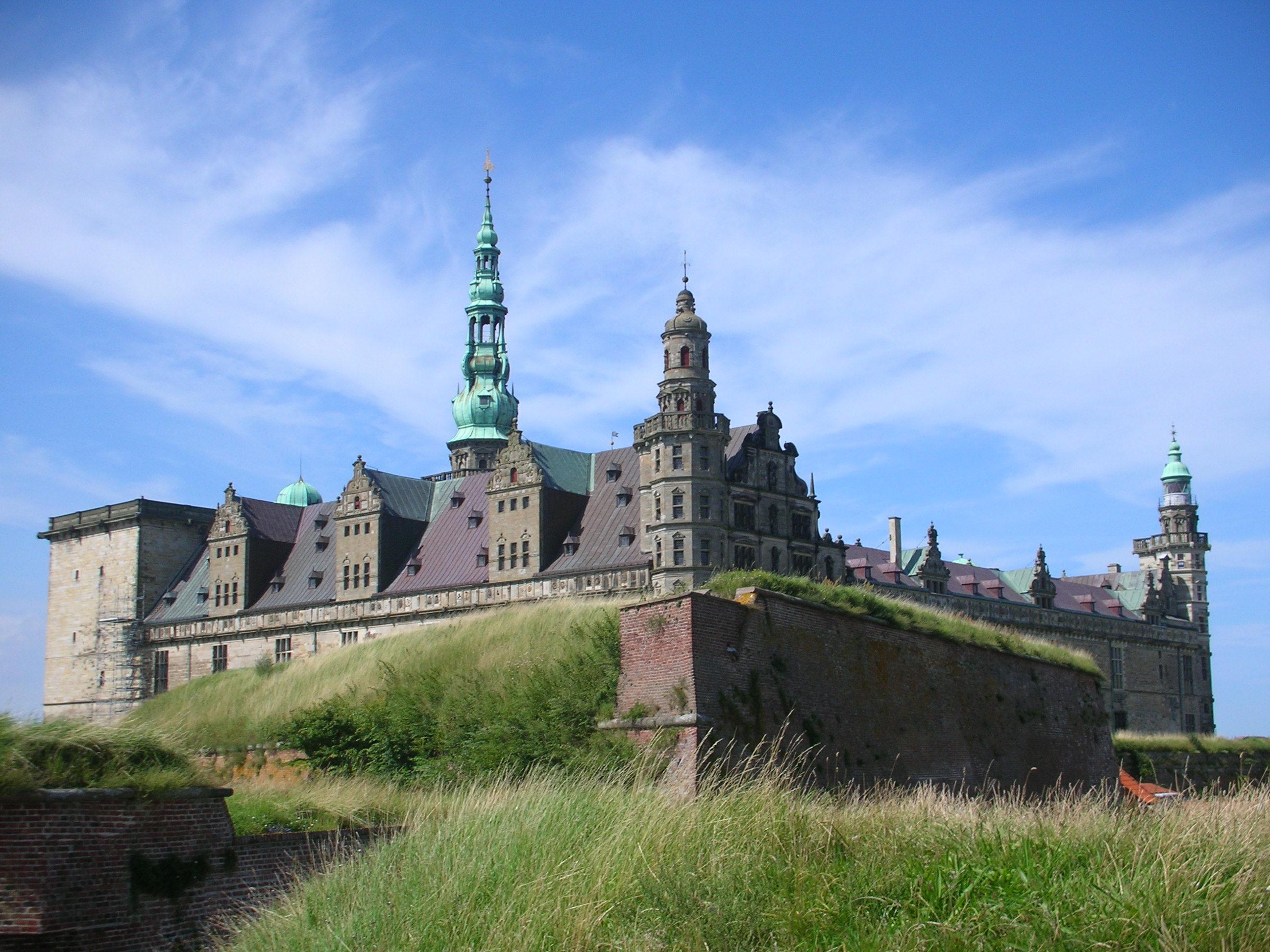
Zámek Kronborg

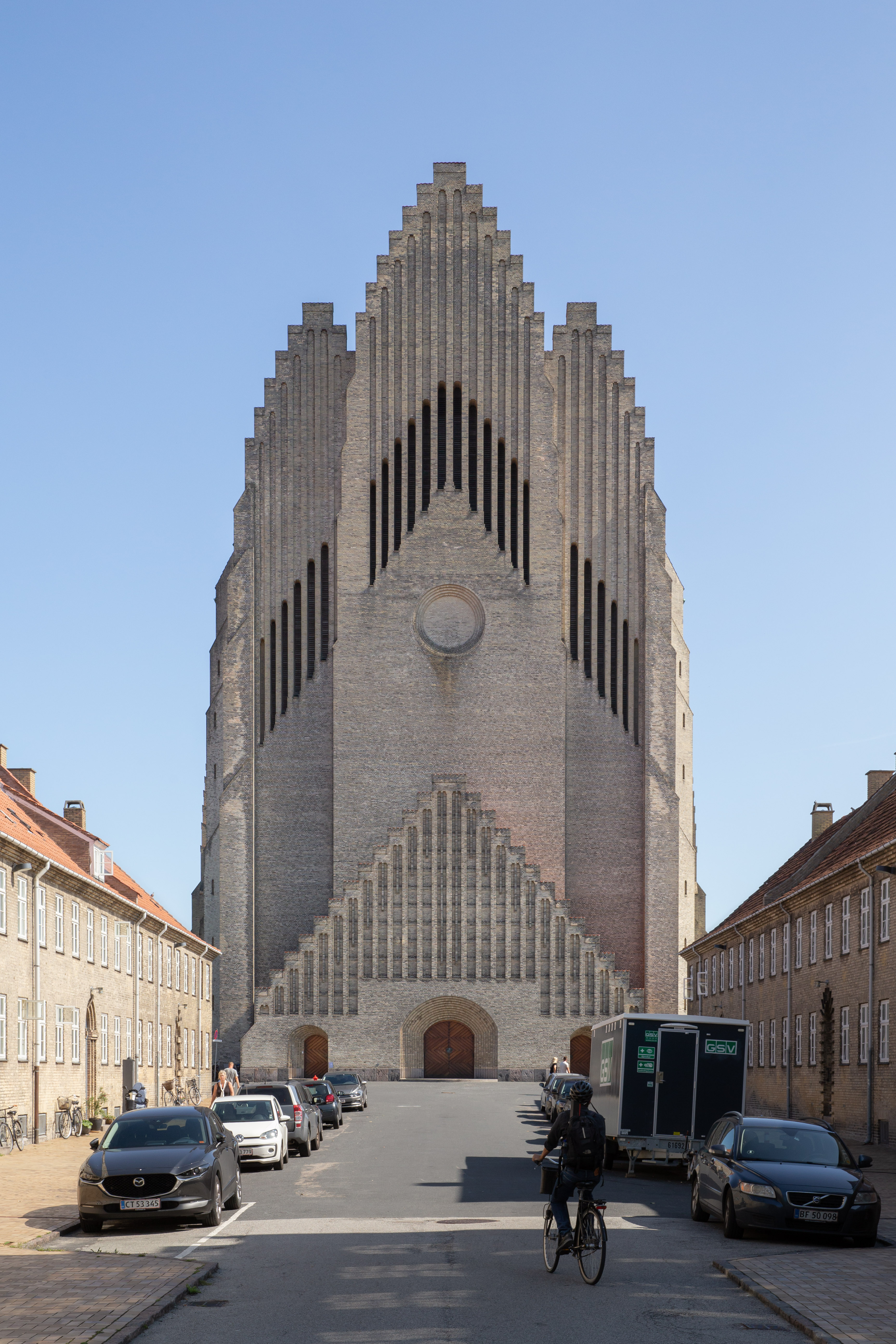
Grundtvigs Kirke

Nejslavnější gotickou stavbou v Dánsku je Katedrála v Roskilde, hrobka dánských králů. K nejvýznamnějším stavbám patří též zámek Kronborg v Helsingøru, kam William Shakespeare umístil děj svého Hamleta. Obě stavby jsou na seznamu světového dědictví UNESCO. 
Egeskov je nejzachovalejším renesančním vodním hradem v Evropě. Renesančními skvosty jsou i zámky Frederiksborg a Rosenborg, kde jsou uloženy dánské korunovační klenoty. Baroko zanechalo stopu zejména Palácem Frederiksberg, Frederikovým kostelem a Kostelem spasitele v Kodani. K ukázkám dánské modernistické architektury patří Grundtvigs Kirke. 
Jørn Utzon je nositel prestižní architektonické Pritzkerovy ceny a autor jedné z nejznámějších staveb světa, Opery v Sydney. Funkcionalismus v dánské architektuře reprezentoval zejména Arne Jacobsen, který měl značný vliv na podobu typických dánských předměstských domů. Z designérů se mezinárodně prosadil Verner Panton, jakkoli v Dánsku jinak nepříliš obvyklou extravagancí.

### Výtvarné umění

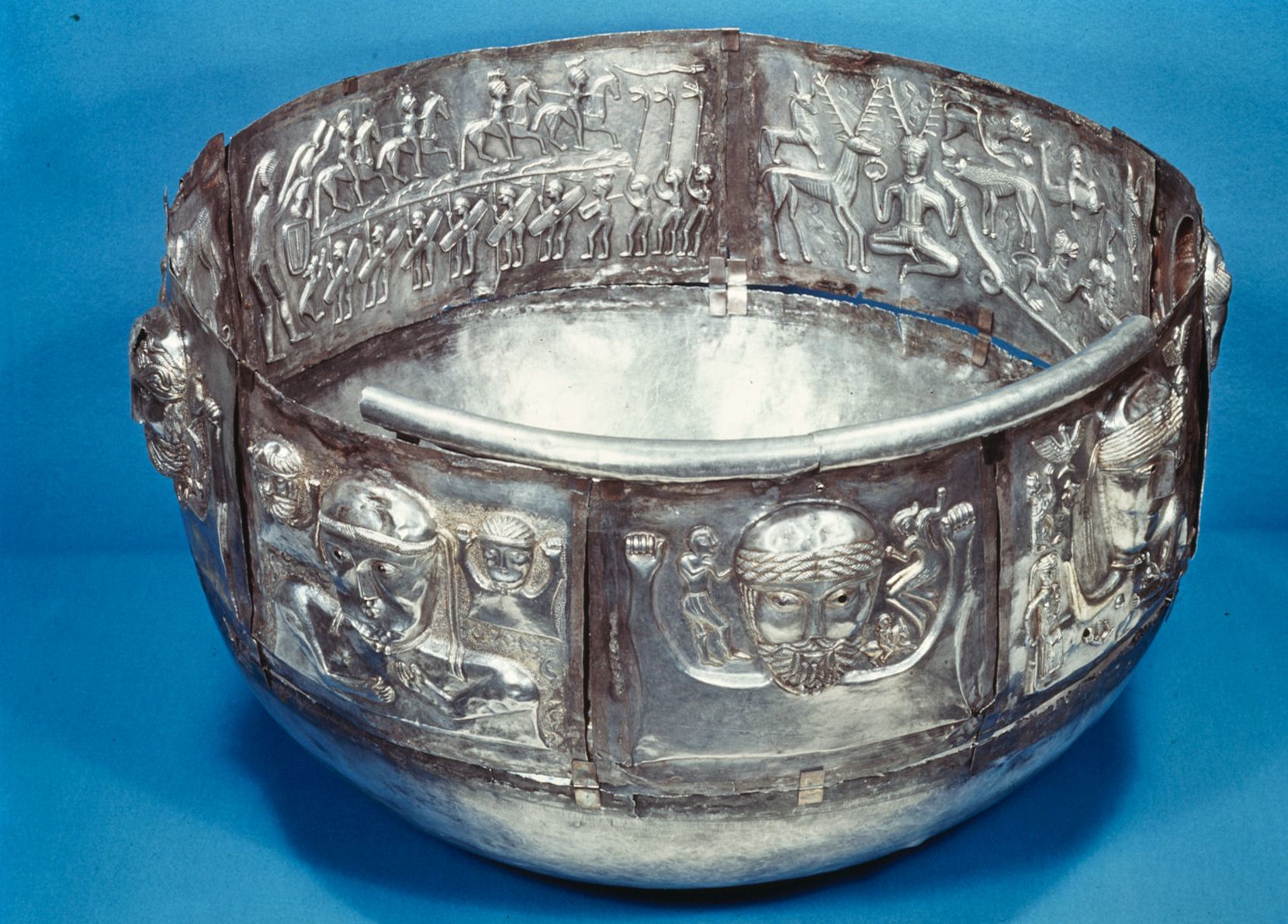
Kotlík z Gundestrupu

Pozoruhodným dokladem umění doby bronzové na území Dánska je Trundholmský sluneční vůz, objevený roku 1902. Keltský původ má Kotlík z Gundestrupu, ten však patrně nebyl na dánském území původně vyroben, neboť Keltové v Dánsku podle historiků nežili. Náměty z dánské historie a antické mytologie byly typické pro zakladatele dánské malířské školy Nicolaie Abrahama Abildgaarda. Začátek 19. století je někdy nazýván zlatým věkem dánského malířství, zejména díky romantickým tvůrcům, jako byli Christoffer Wilhelm Eckersberg, Constantin Hansen nebo Wilhelm Marstrand, jehož žákem byl Carl Heinrich Bloch. Umělecká kolonie ve Skagenu přilákala malíře, jako byl Peder Severin Krøyer, Michael Ancher nebo jeho žena Anna Ancherová. V Dánsku se narodil i významný impresionistický malíř Camille Pissarro či představitel expresionismu Emil Nolde. Malířku Gerdu Wegenerovou proslavil román a film Dánská dívka. Zřejmě nejvýznamnějším evropským neoklasicistním sochařem byl Bertel Thorvaldsen. K situacionismu se hlásil sochař a malíř Asger Jorn. Ikonickým symbolem Kodaně je socha Malá mořská víla. Dánský design silně ovlivnil Piet Hein, který navrhl široké využití tzv. superelipsy, která se stala charakteristickým znakem moderní skandinávské architektury. Obhajoval použití superelipsy i při výrobě nábytku a v dalších oblastech. 

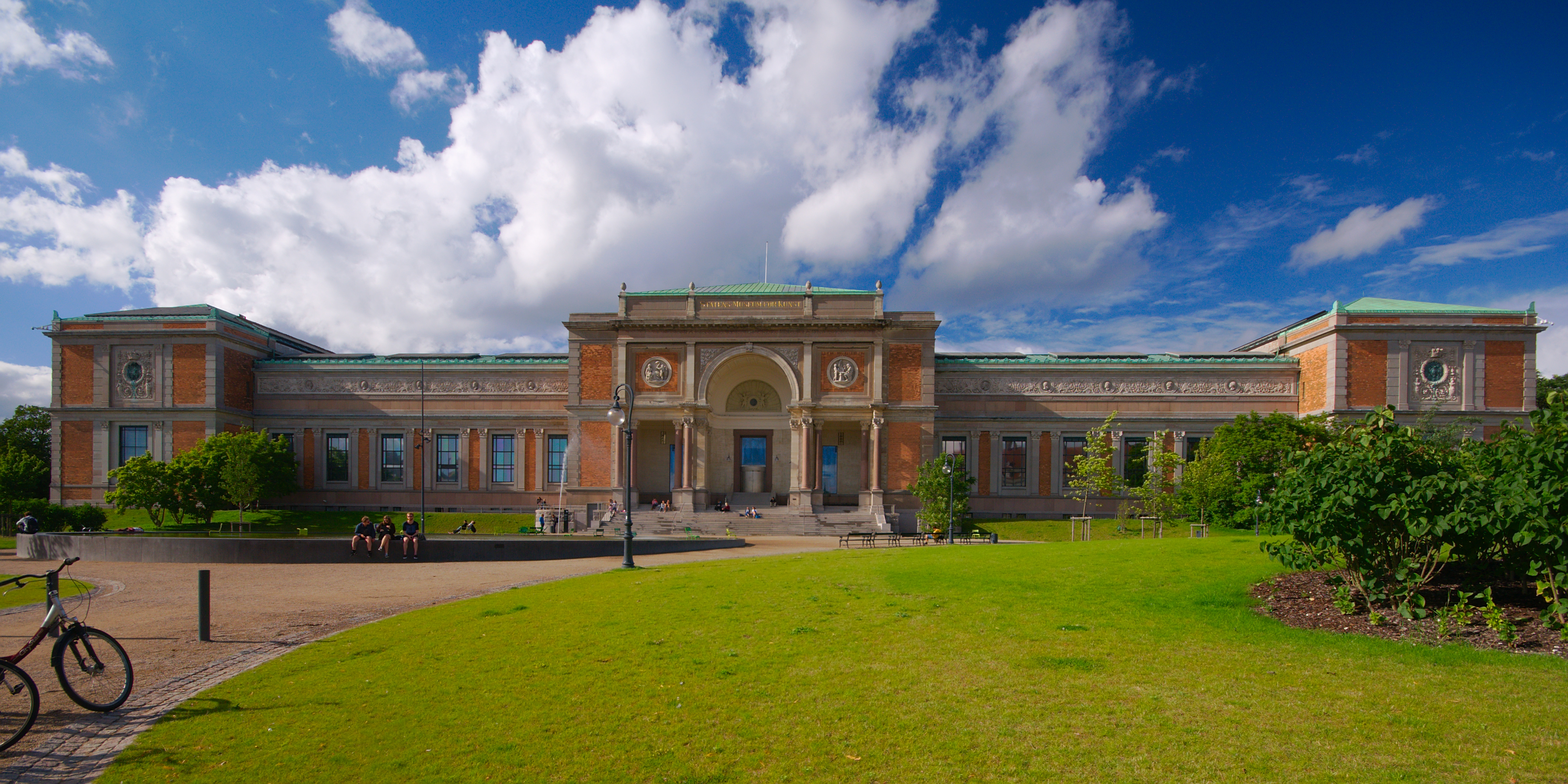
Státní muzeum umění

Průkopníci umění fotografie, jako byli Mads Alstrup a Georg Emil Hansen, připravili cestu pro tuto rychle rostoucí profesi během druhé poloviny 19. století, oba byli mezinárodně uznávanými uměleckými a novinářskými fotografy. Mezi nejúspěšnější současné dánské fotografy se řadí Jacob Aue Sobol nebo Claus Bjørn Larsen.
Nejvýznamnějšími galerijními institucemi v Dánsku jsou Státní muzeum umění, Nová glyptotéka Carlsbergu, Muzeum moderního umění Arken, Ordrupgaard a Louisiana Museum of Modern Art ve Fredensborgu. Do všech dánských státních muzeí je vstup zdarma, stejně tak je zdarma půjčování knih v knihovnách.

### Film

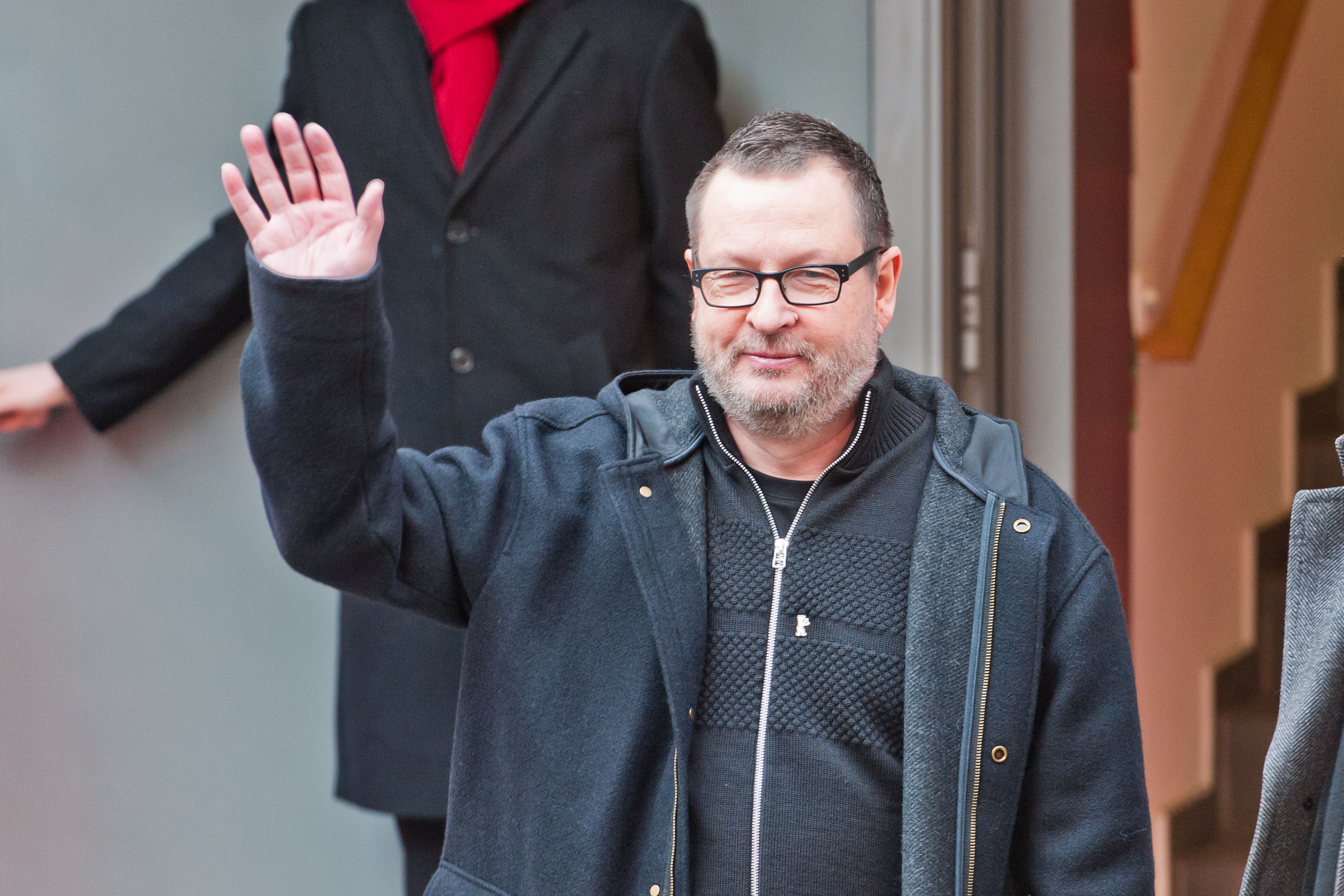
Lars von Trier

Světově známým se stal filmový režisér Lars von Trier, spoluautor Dogmatu 95. Dalším signatářem tohoto filmařského manifestu byl Thomas Vinterberg. Oscara mají Bille August, Gabriel Axel či Susanne Bierová. Klasikem dánského filmu je Carl Theodor Dreyer, držitel Zlatého lva z Benátek (1955). 
Hereckou hvězdou němého filmu byla Asta Nielsenová. V béčkových a žánrových hollywoodských filmech se proslavila herečka Brigitte Nielsenová, manželka Sylvestera Stalloneho. V jejích stopách dnes jde Connie Nielsenová. Televizní Hra o trůny proslavila Nikolaje Coster-Waldaua. Ve filmech Jean-Luca Godarda se stala známou Anna Karina, režisérova múza. Dánský původ má i americký herec Viggo Mortensen. 

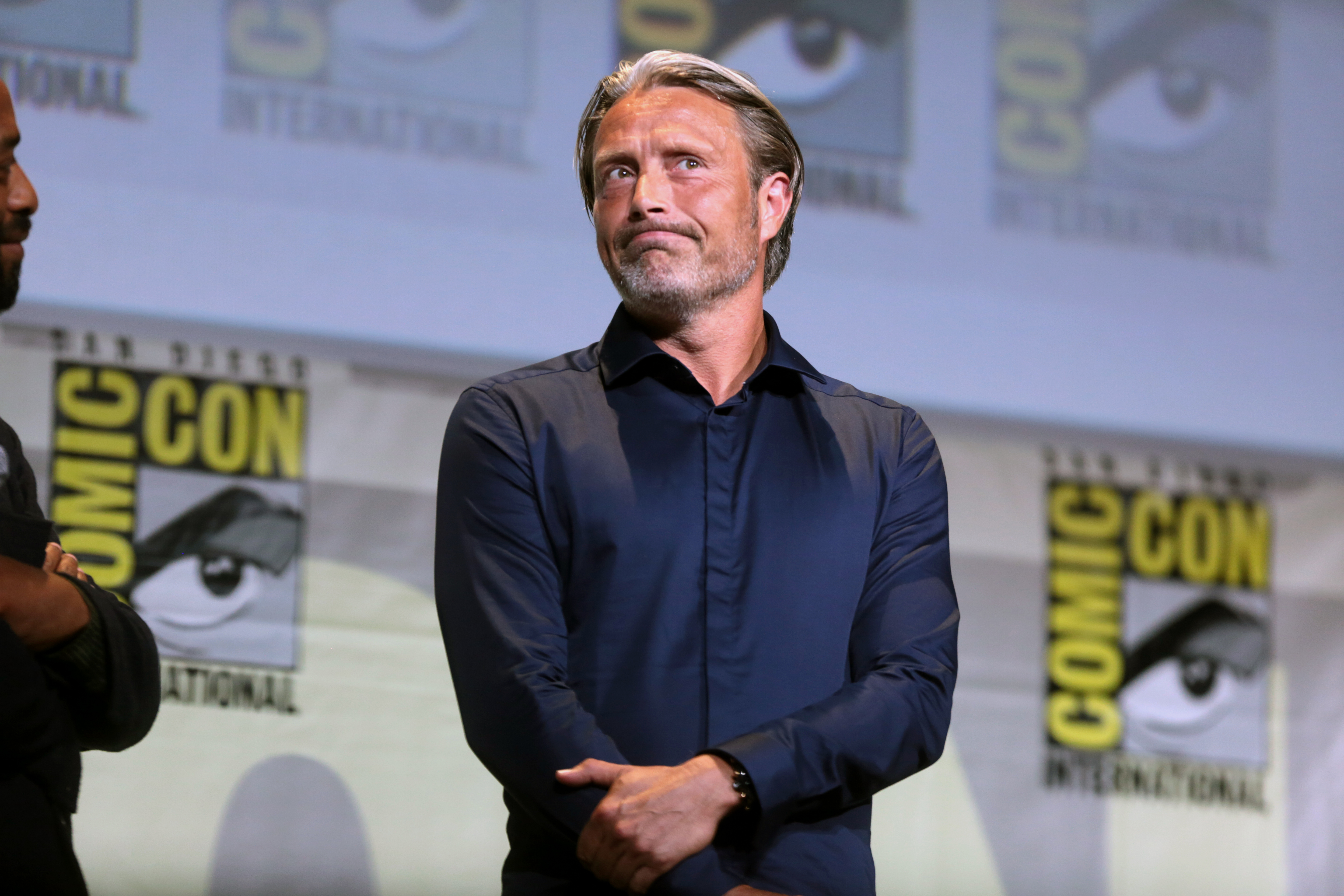
Mads Mikkelsen

Bondovka Casino Royale proslavila herce Madse Mikkelsena. Mezi světovými válkami dosáhla celoevropského věhlasu filmová komická dvojice Pat a Patachon, v češtině jsou jejich umělecké přezdívky dodnes úslovím označujícím kontrast velkého a malého člověka. V americké televizi jako hudební komik proslul Victor Borge. V modelingu se prosadila Helena Christensenová nebo Nina Agdalová.
Výjimečným kulturním fenoménem 21. století se stala dánská televizní tvorba, seriály jako Vláda (Borgen), Most (Broen) či Zločin (Forbrydelsen) zaznamenaly celosvětový úspěch. Tato díla proslavila například Sidse Babett Knudsenovou, Pilou Asbæka, Kima Bodniu nebo Larse Mikkelsena.
Dánsko má velkou tradici zábavných parků. K nejnavštěvovanějším v Evropě patří Legoland. Druhým nejstarším zábavním parkem v Evropě je známé Tivoli. Také vůbec první zábavní park vznikl v Dánsku – Dyrehavsbakken.

### Kuchyně

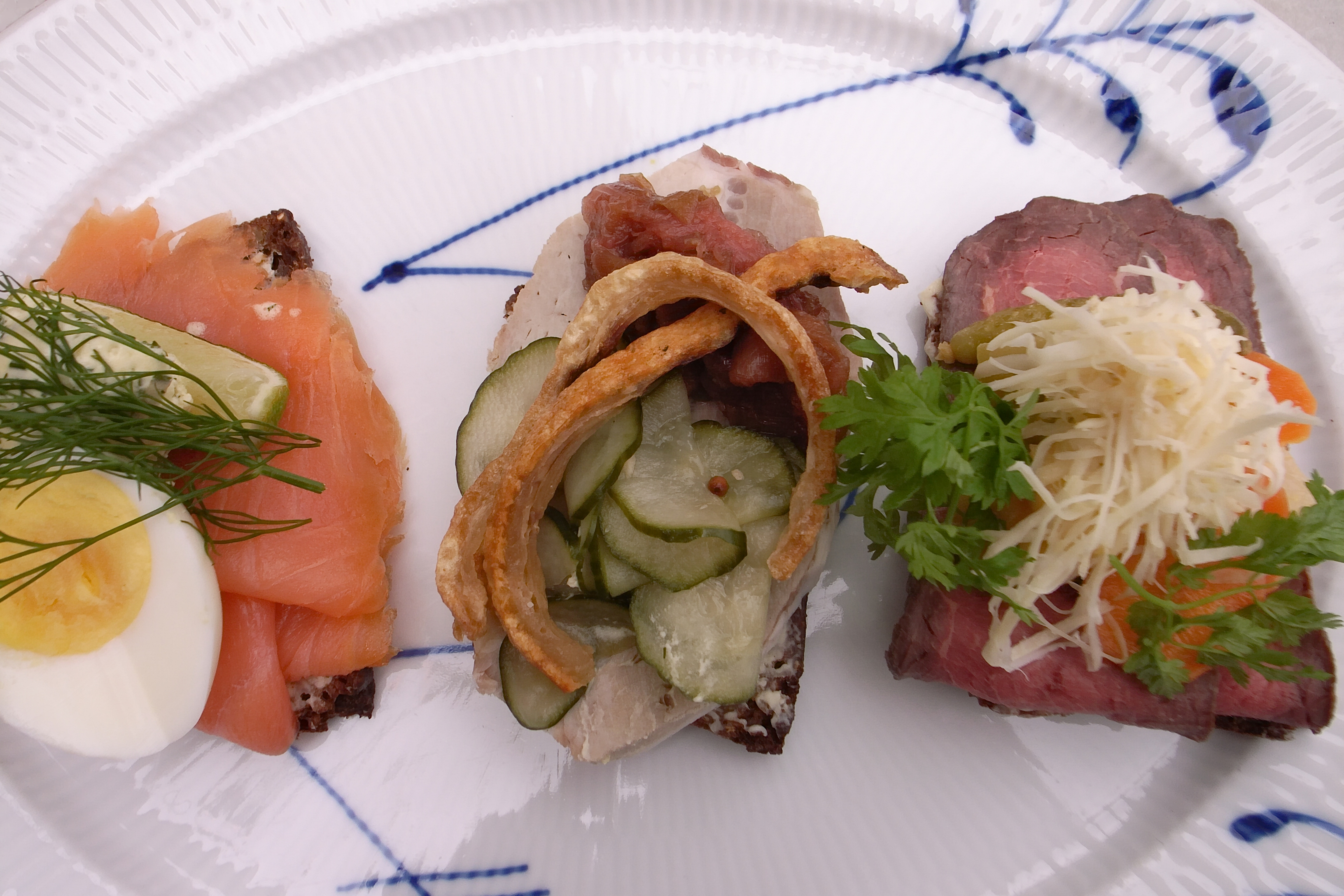
Sendviče smørrebrød

Typickým dánským pokrmem jsou sendviče, jež se nazývají smørrebrød, doslova „chleba s máslem“. Jsou ze žitného chleba a obvykle obsahují i maso či rybu. Základem dánské kuchyně je vepřové, jehož Dáni produkují nejvíce v Evropě. Typickými pochoutkami z něho jsou smažené karbanátky z mletého masa frikadeller, závitky z vepřového žaludku rullepølse, vepřová pečeně flæskesteg, vepřové klobásy pølse či prastarý aebleflaesk – vepřové s jablky. Z ryb je oblíbená vařená treska. Místo majonézy se obvykle podává její specifická verze zvaná remuláda, jež je obohacena o množství nakrájené zeleniny a koření. Nejoblíbenějším moučníkem je rødgrød med fløde, ovoce se šlehačkou. Vánočním moučníkem je æbleskiver.

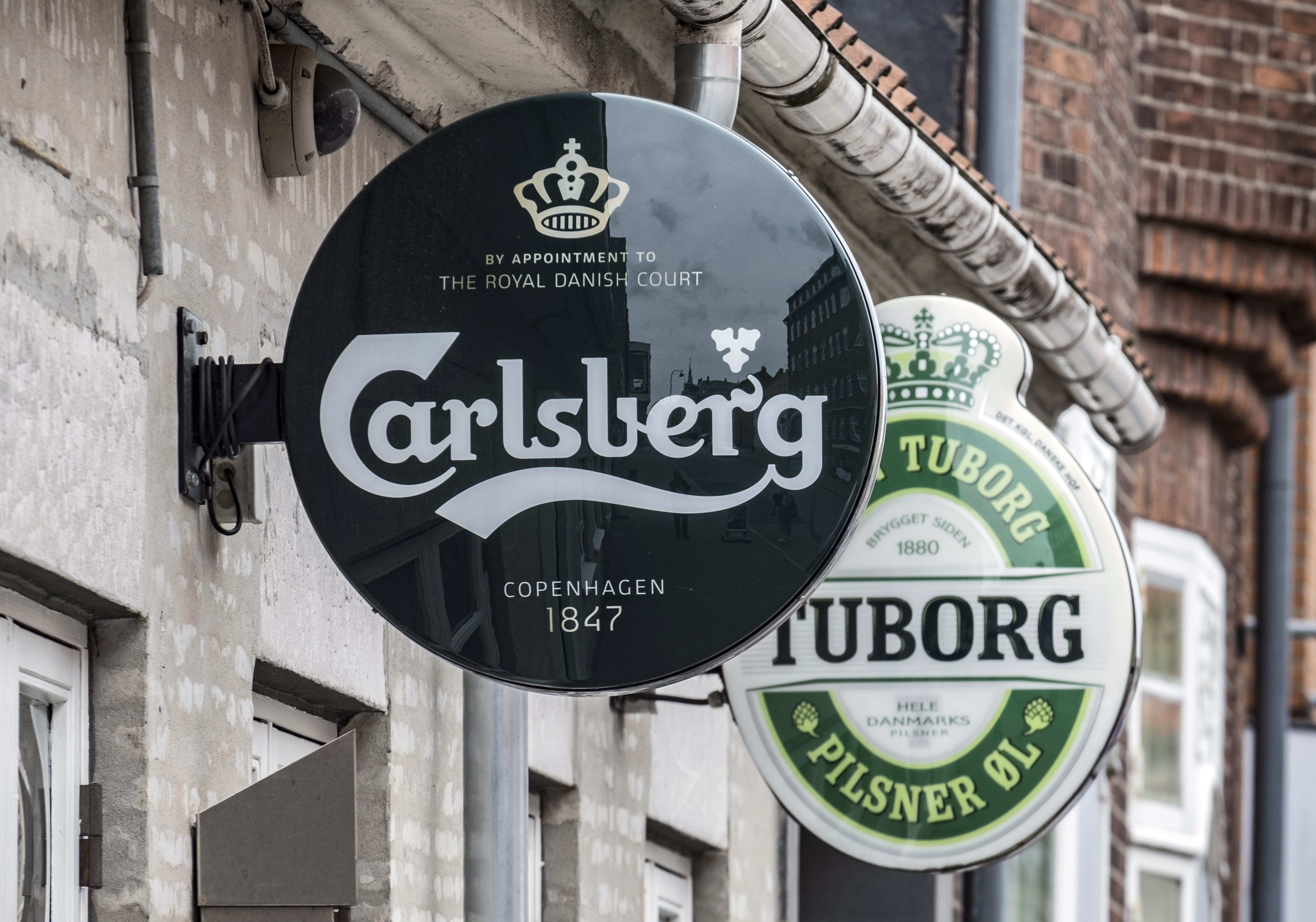
Vývěsní štíty dánských pivovarů

Nejoblíbenějším nápojem je pivo, z domácích značek zejména Carlsberg, Tuborg či třeba Faxe. Nejoblíbenější pálenkou je akvavit, jež se vypaluje z brambor či obilí a ochucuje se buď anýzem, fenyklem, kmínem nebo koriandrem. Oblíbeným je též třešňový likér Heering, nebo bylinný likér Gammel Dansk. Velmi rozvinutý je mlékárenský průmysl, který produkuje řadu ochucených tvarohů či jogurtů.
Typické pro Dány je, že oběd bývá studený, teplá je až večeře, která je považována za hlavní jídlo dne.
V posledních letech se v Dánsku stala velkou módou kvalitní gastronomie, existuje tam již 22 restaurací, které získaly michelinskou hvězdu. Restaurace Geranium v Kodani má michelinské hvězdy dokonce tři, což je maximální počet.

### Věda

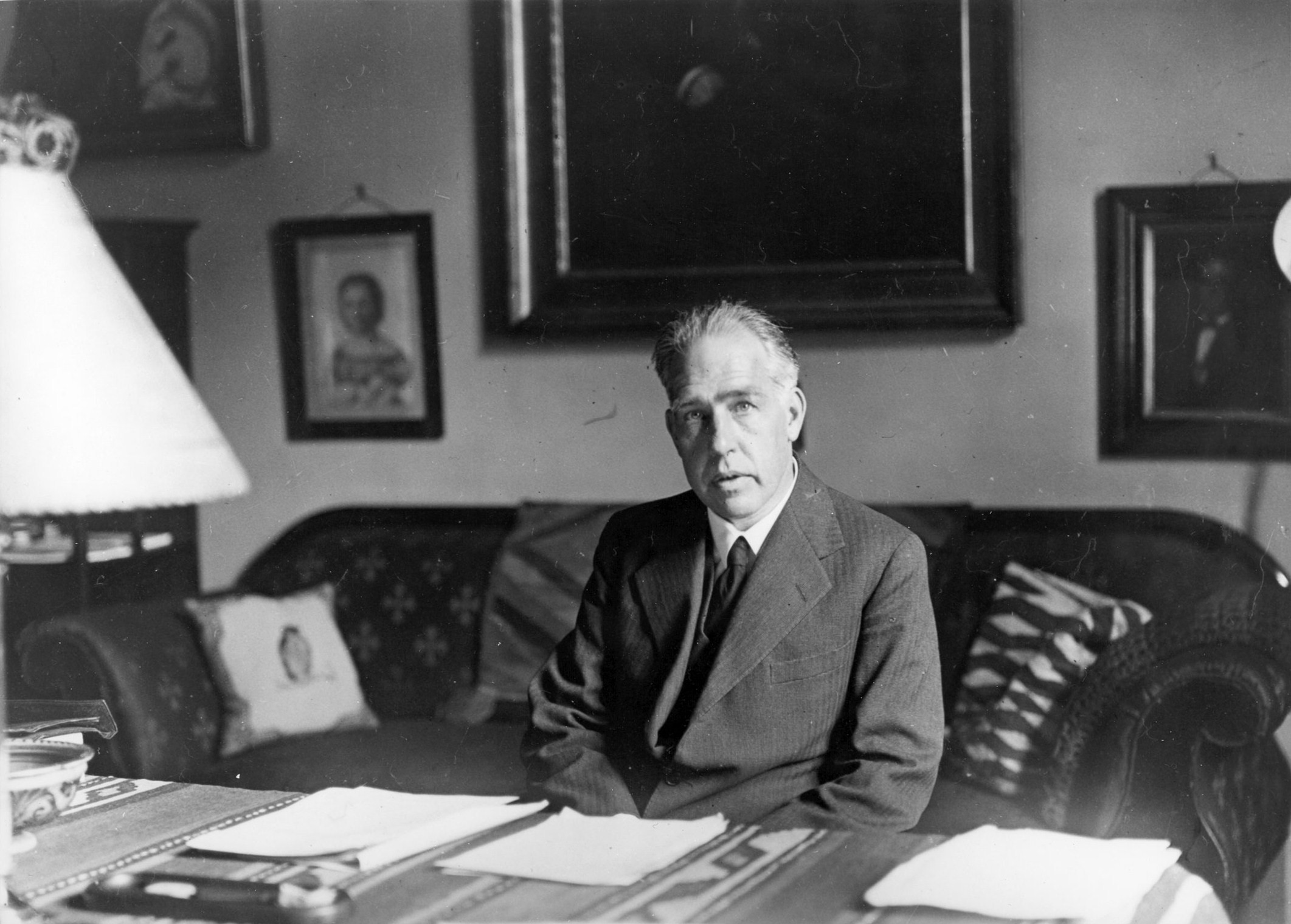
Niels Bohr

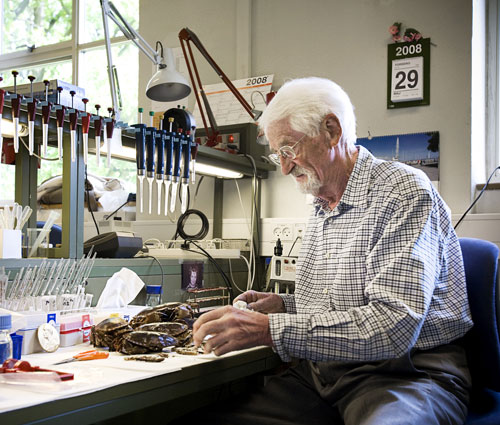
Jens Christian Skou

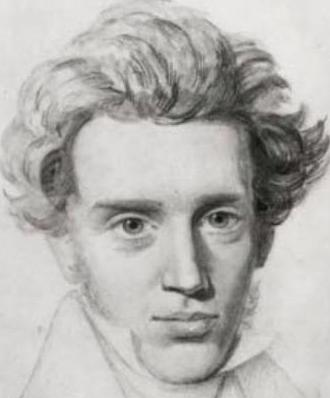
Søren Kierkegaard

Dánsko má mimořádně silnou vědeckou tradici. První kvantový model atomu vytvořil fyzik Niels Bohr. Jeho bratr Harald Bohr byl významný matematik (ale také fotbalista a držitel stříbrné olympijské medaile). Studiem elektromagnetismu proslul fyzik Hans Christian Ørsted. Významným novověkým astronomem byl Tycho Brahe, po jeho boku mu stála jeho sestra Sophia Braheová. Rychlost světla jako první spočítal astronom Ole Rømer. Studium hvězd výrazně posunul Ejnar Hertzsprung, John Dreyer zase sestavil dodnes užívaný katalog objektů hlubokého vesmíru. Jednoduchou metodu na rozeznávání bakterií vyvinul bakteriolog Hans Christian Gram. Průkopníkem v oblasti anatomie, geologie a paleontologie byl Niels Stensen. Tezi o žhavém jádru země jako první formulovala geofyzička Inge Lehmannová. Škálu pH zavedl chemik Søren Peder Lauritz Sørensen. Objevitelem lymfatického systému byl Thomas Bartholin. Valdemar Poulsen vynalezl první verzi magnetického zápisu, de facto první magnetofon. Významným geometrem byl Caspar Wessel, zoologem a mineralogem Morten Thrane Brünnich, entomologem Johan Christian Fabricius. Chemik Johannes Nicolaus Brønsted formuloval významnou Brønstedovu–Lowryho teorie kyselin a zásad. Biolog Wilhelm Johannsen jako první užil pojem gen, Eugenius Warming je označován za zakladatele ekologie. 
Nobelovu cenu za fyziku má (krom výše uvedeného Nielse Bohra) Aage Bohr a Ben Roy Mottelson, za chemii Jens Christian Skou, za fyziologii August Krogh, Niels Ryberg Finsen (narozen na Faerských ostrovech), Johannes Fibiger, Niels Kaj Jerne a Henrik Dam. V informatice se prosadil zejména Bjarne Stroustrup, autor programovacího jazyka C++, Rasmus Lerdorf, tvůrce programovacího jazyka PHP (narozen v Grónsku a dnes s kanadským občanstvím) či Peter Naur, spoluautor Backus-Naurovy formy.
V oblasti humanitních a sociálních věd si dlouhodobě nejvyšší „rating“ udržuje filozof Søren Kierkegaard. Saxo Grammaticus sepsal ve 12. století 16svazkové dějiny Dánska v latinském jazyce pod názvem Gesta Danorum (Činy Dánů). Jde o nejranější a nejvýznamnější dánské dějepisné dílo a zároveň prostředek národní identifikace. Konstruktérem moderního dánského nacionalismu je filozof Nikolaj Frederik Severin Grundtvig. Velkou tradici má dánská lingvistika, Louis Hjelmslev patří k významným představitelům obecné teorie jazyka, Vilhelm Thomsen byl významný turkolog, Otto Jespersen je znám jako odborník na angličtinu, stejně jako Rasmus Rask, který také jako první upozornil na podobnosti mezi litevštinou a slovanskými jazyky, kteroužto ideu rozvinul Holger Pedersen. Velmi vlivným literárním teoretikem a kritikem byl Georg Brandes, grónské eskymáky studoval antropolog a polárník Knud Rasmussen. Průkopníkem archeologie byl Christian Jürgensen Thomsen. Jako „skeptický ekolog“ proslul Bjørn Lomborg.

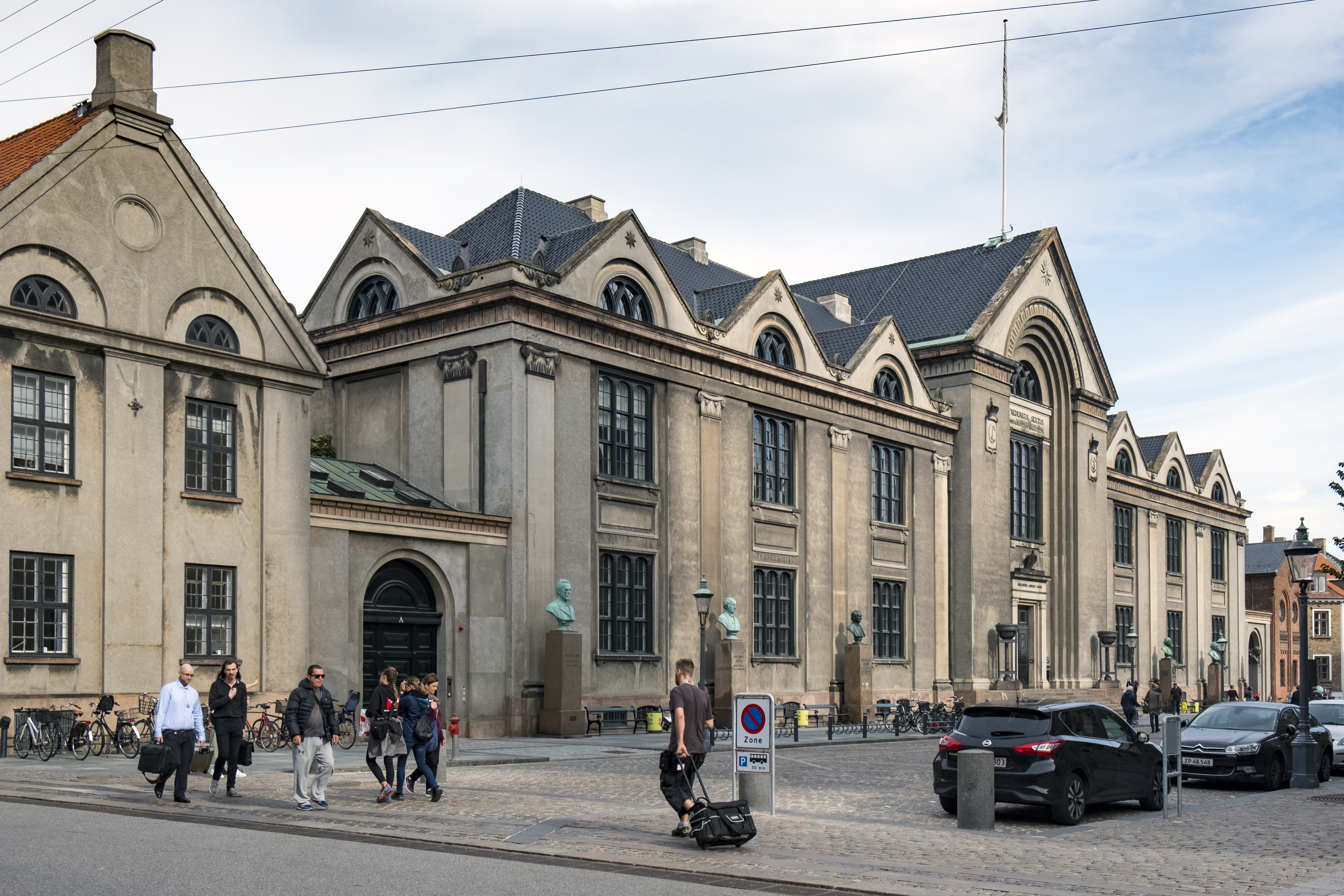
Kodaňská univerzita

Nejvýznamnější vědeckou institucí v zemi je Kodaňská univerzita. V Šanghajském žebříčku, který tradičně hierarchizuje nejlepší vysoké školy na světě, se Kodaňská univerzita v roce 2021 umístila na 30. místě na světě. Předčila tak všechny severské univerzity, a nejen ty - na evropském kontinentě (pomineme-li Británii) jí konkuruje jen ETH Zürich. V první stovce žebříčku má Dánsko navíc ještě jednu školu, Aarhuskou univerzitu.
Studium na vysoké škole v Dánsku je pro studenty z EU/EHP nebo s trvalým pobytem v Dánsku bezplatné. Pro ostatní zahraniční studenty se poplatky pohybují v závislosti na studijním programu od přibližně 6 000 do 18 000 EUR ročně. 

### Sport

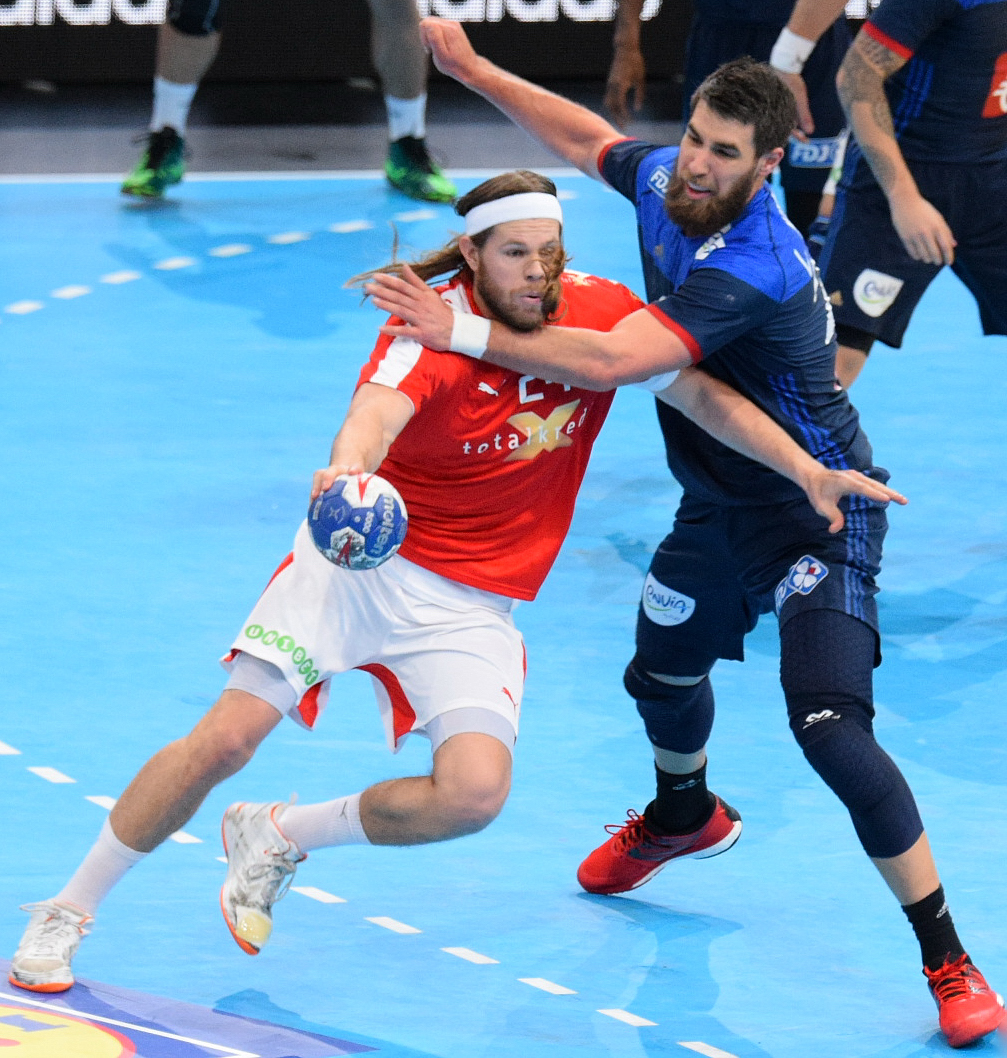
Mikkel Hansen (vlevo) v dresu dánské házenkářské reprezentace

Nejpopulárnějším sportem v Dánsku je fotbal. Dánská fotbalová reprezentace vyhrála Mistrovství Evropy 1992. Zlatý míč pro nejlepšího fotbalistu Evropy získal roku 1977 Allan Simonsen. Dalšími známými hráči byli Preben Elkjær Larsen, Michael Laudrup, Peter Schmeichel či Christian Eriksen.
Velmi úspěšní jsou Dánové také v házené. Muži vyhráli olympijský turnaj v Rio de Janeiru roku 2016 a dvakrát mistrovství Evropy (2008, 2012), ženy třikrát vyhráli olympijské hry (1996, 2000, 2004), jednou mistrovství světa (1997) a třikrát mistrovství Evropy (1994, 1996, 2002). Nejznámějšími házenkáři jsou Mikkel Hansen (nejlepší hráč světa 2011, 2015 a 2018), Niklas Landin Jacobsen (triumfoval ve stejné anketě v roce 2019) či Anja Andersenová (nejlepší házenkářka světa 1997).

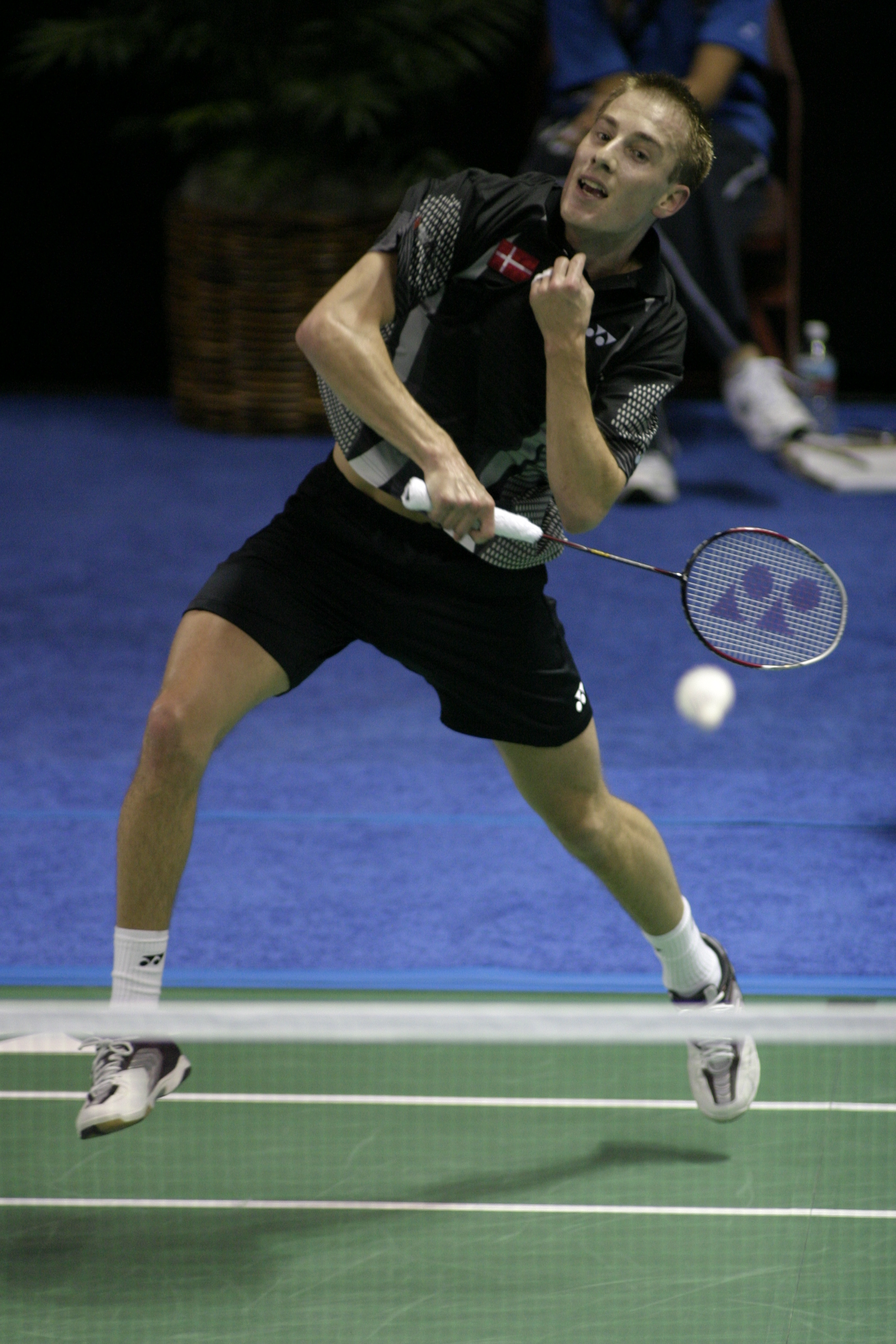
Peter Gade

Geografie Dánsko předurčuje k popularitě jachtingu a Paul Elvstrøm v něm také získal čtyři zlaté olympijské medaile. Podobnou tradici má dánské veslování a pádlování, dánské veslice vybojovaly na olympiádách již sedm zlatých, kanoisté tři. K veslařským legendám patří Eskild Ebbesen, držitel pěti olympijských kovů. Dánové též patří k národům, které si připsaly olympijské zlato již na prvních hrách v Athénách roku 1896, díky vzpěrači (a vůbec všestrannému sportovci) Viggo Jensenovi. 
Významných úspěchů dosahují Dáni tradičně také v cyklistice (Henry Hansen, Willy Hansen, Niels Fredborg, Lasse Norman Hansen, Bjarne Riis, Michael Rasmussen, Jonas Vingegaard). Peter Gade patří k nejlepším evropským badmintonistům všech dob, Poul-Erik Høyer Larsen dokázal jako první evropský mužský badmintonista uzmout zlatou olympijskou medaili Asiatům, kteří jinak v této disciplíně tradičně dominují. Roku 2021 ho napodobil Viktor Axelsen. Zajímavostí je, že ačkoli je Dánsko obvykle vnímáno jako severská země, zimní sporty zde nejsou příliš populární a jedinou olympijskou medaili ze zimních her získali dánští curleři v roce 1998.
Světovou tenisovou jedničkou se dokázala stát Caroline Wozniacká. Dán keňského původu Wilson Kipketer vybojoval tři tituly mistra světa v běhu na 800 metrů. V závodech 24 hodin Le Mans se rekordními devíti vítězstvími proslavil Tom Kristensen. Populární v Dánsku jsou také závody na ploché dráze, k úspěšným závodníkům patří Ole Olsen či Nicki Pedersen. Ze šachistů lze jmenovat Benta Larsena či Aarona Nimcoviče.